# Gare de plan type 1895

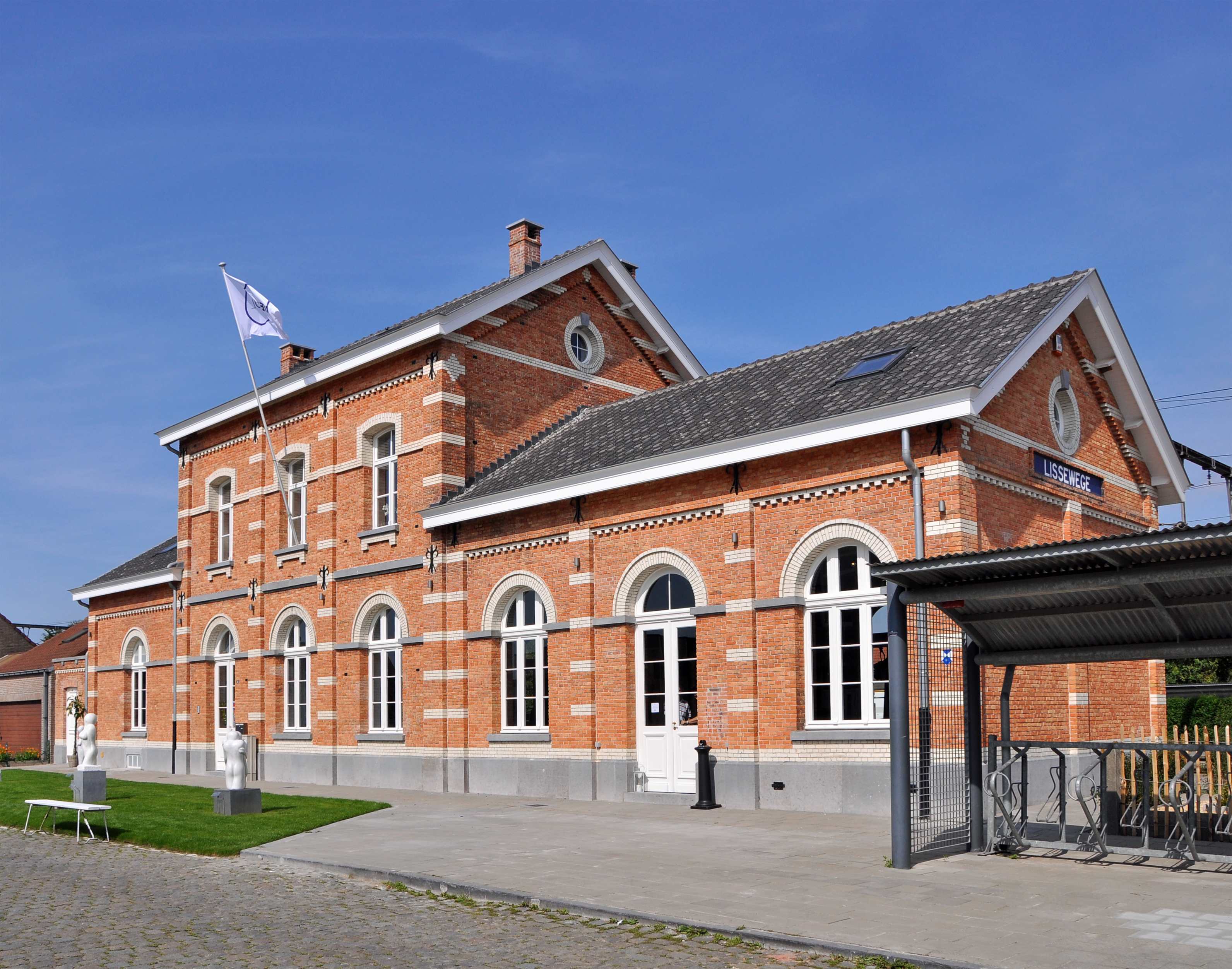
La gare de Lissewege, restaurée et utilisée comme galerie d'art

Les gares de plan type 1895 sont un type de bâtiment des recettes construites dans les stations de faible ou moyenne importance par les Chemins de fer de l'État belge entre 1895 et 1914 à la suite des gares de plan type 1881. L’objectif de ce plan rationnel était de disposer, à moindre frais, de bâtiments de gares d’aspect et de disposition homogènes, simples à construire et adaptables aux besoins de la localité qu’ils desservaient. 61 de ces gares ont été construites sur tout le territoire de la Belgique et beaucoup d’entre-elles furent édifiées en remplacement de gares plus anciennes, souvent héritées des compagnies privées reprises par l’État.
Plusieurs variantes existaient. Tout comme les gares de plan type 1881, la seule différence entre ces variantes était la longueur de l'aile basse servant de salle d'attente et, parfois, de magasin pour les colis. Le plan de cette aile et du corps de logis est le même que sur le type 1881 mais, contrairement à ces dernières qui étaient toutes construites en brique rouge avec des décorations pratiquement identiques, une plus grande variété d'ornements ou de couleurs de briques sera mise en place sur les gares type 1895. 
En dehors de ces bâtiments standardisés, la construction de bâtiments uniques au style différent n’a pas pour autant cessé durant cette période, y compris pour des gares de petite taille, que ce soit pour des raisons d’esthétique ou en raison d’une configuration particulière.

## Genèse du projet
Dans les années 1880, l’administration des chemins de fer de l'État belge, était propriétaire d’un grand nombre de gares à l’aspect disparate et un certain nombre de bâtiments, construits à une époque où les besoins étaient moins importants, nécessitaient d’être remplacés. À d’autres endroits, ce qui n’était qu’une simple halte sans bâtiment pouvait désormais prétendre au statut de gare et il y avait dans le pays plusieurs gares constituées d’un bâtiment provisoire qui n’était pas prévu pour durer. En outre, il restait quelques lignes à construire et des localités réclamant leur gare.

### Les premières gares standard
Depuis ses débuts et tout comme les différentes compagnies privées, les chemins de fer de l’État Belge ont favorisé la construction de plusieurs bâtiments de gare aux caractéristiques semblables mais, à part pour les nombreuses gares à pignons à redents, construites entre 1862 et 1878, ces plans standards ne concernaient à chaque fois qu’un faible nombre de gares et elles étaient le plus souvent construites dans la même région.

#### Les gares à pignons à redents

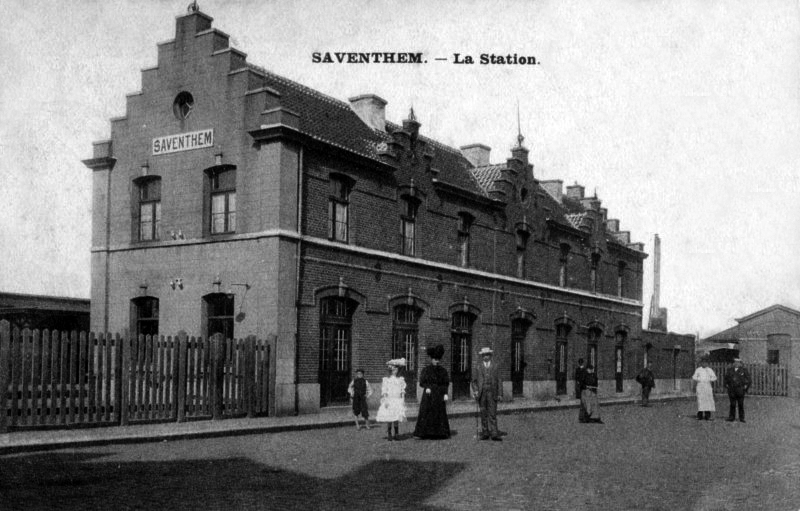
La gare de Zaventem, à sept travées, en état proche de l'origine.

Entre 1862 et 1878, les chemins de fer de l'État belge mirent au point les gares à pignons à redents : un bâtiment symétrique et rectangulaire comportant entre quatre et sept travées, sans ailes, dont les pignons sont munis de redents. De telles gares seront érigées à de nombreux endroits sur le réseau de l’État belge et sur quelques lignes concédées au privé mais exploitées par l’État. Une deuxième variante, plus tardive, ajoute des ailes basses symétriques de chaque côté du corps principal, en outre certaines de ces gares, construites tardivement seront construites avec des pignons sans redents.
Les premières gares néoclassiques ainsi que les gares à pignons à redents étaient des gares symétriques séparant moins efficacement logement et voyageurs. Il était difficile de les agrandir sans dénaturer l’aspect du bâtiment, or la plupart de ces gares étaient désormais trop petites, il fallait donc les agrandir et dénaturer leur aspect initial et leur symétrie.

#### Le plan type 1873

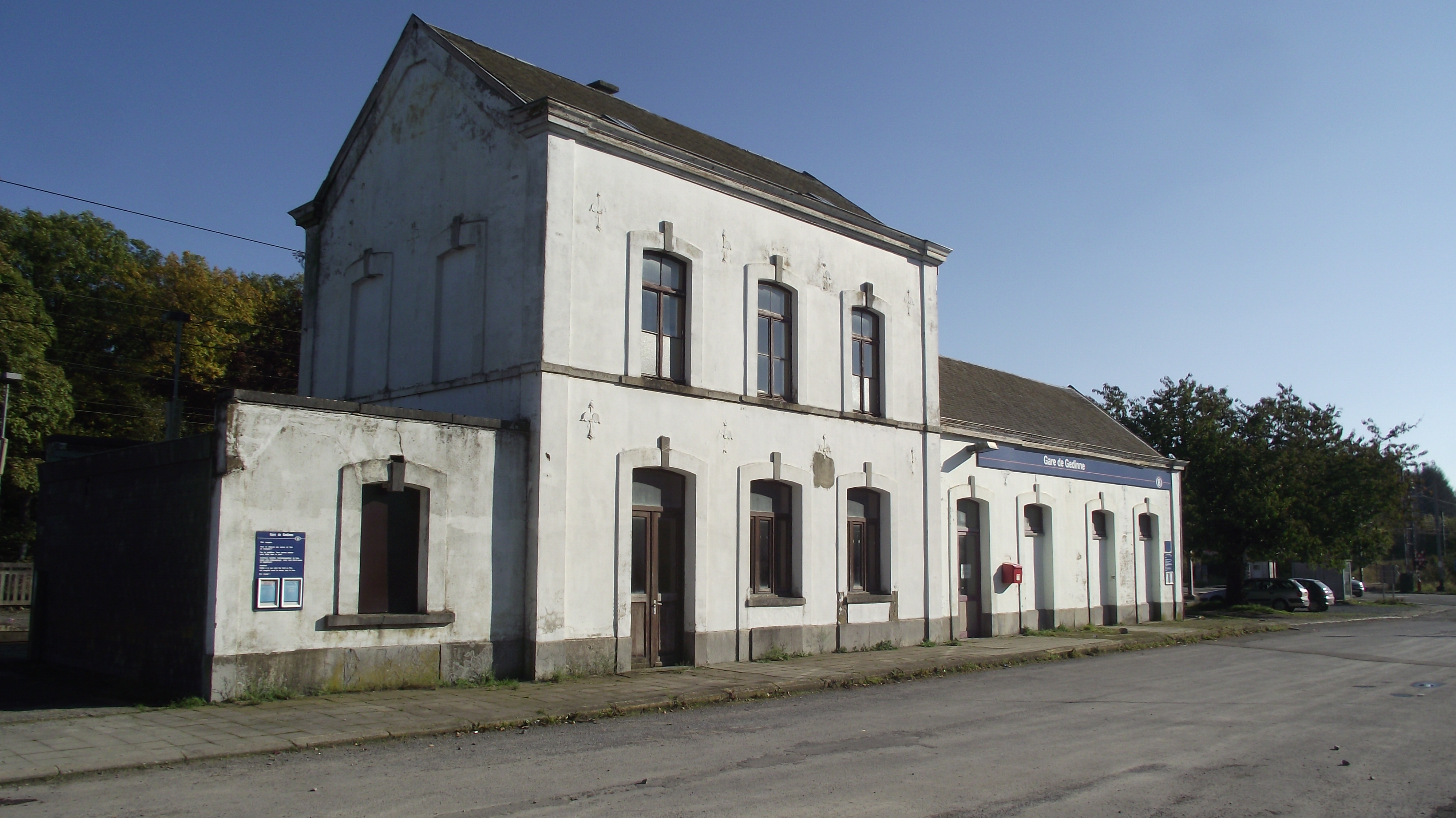
Gedinne, une gare de Type 1873

Un plan rationnel fut adopté en 1873 pour la construction des gares sur les nouvelles lignes construites par des compagnies privées. Le plan type 1873.
Le plan de ces gares standards comprenait un corps central à étage de trois travées sous bâtière et une aile sans étage comportant entre trois et sept travées sous bâtière. Bien que n’étant pas prévue sur le plan standard, une annexe basse à toit plat de dimensions variables destinée au chef de gare et à sa famille sera généralement construite plus tardivement.
En tout, 117 gares de cette famille seront construites dans tout le pays entre 1873 et 1890, presque uniquement sur les lignes construites par des compagnies privées pour l’État belge.

#### Les directives de 1880

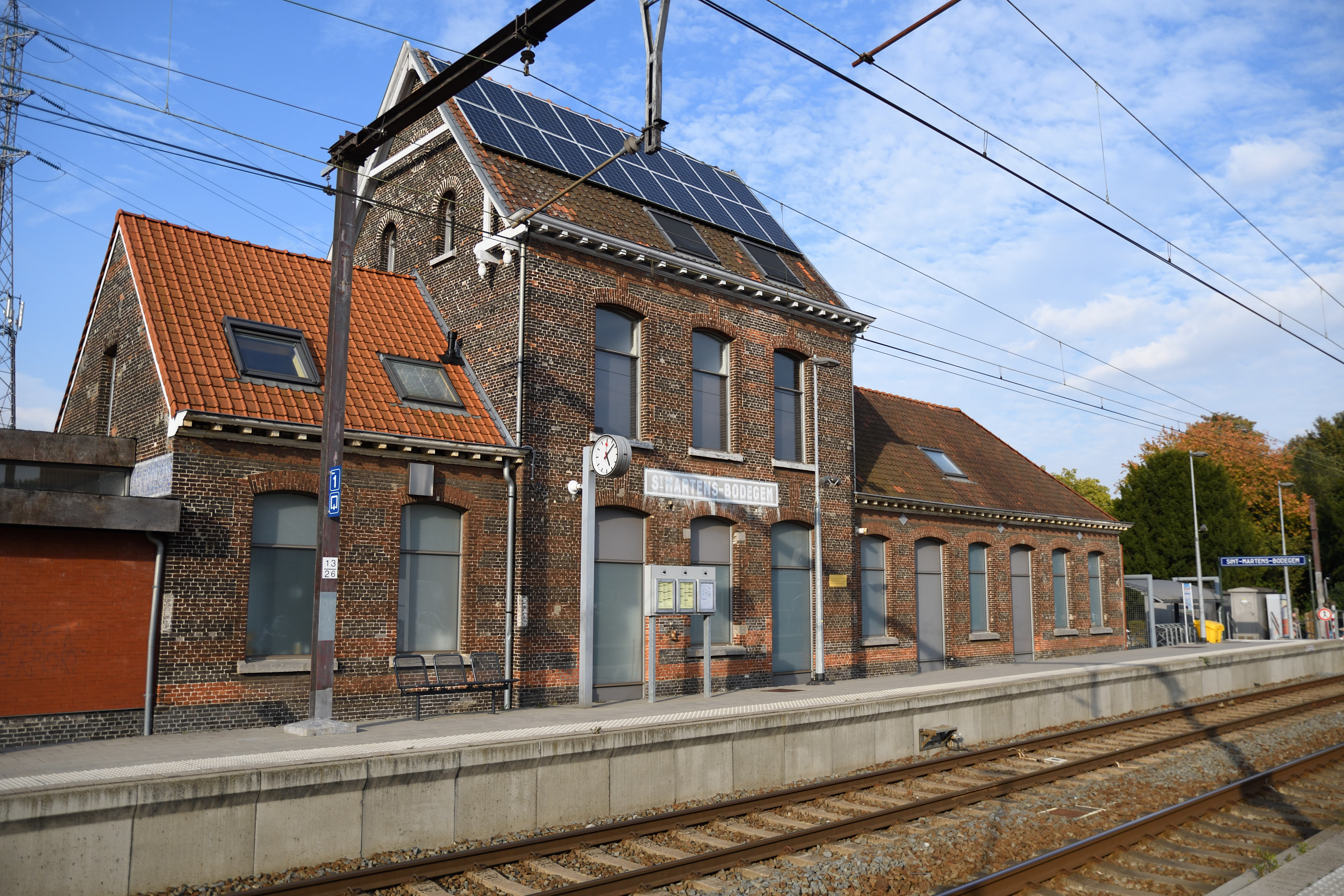
Sint-Martens-Bodegem, du groupe de Bruxelles-Nord

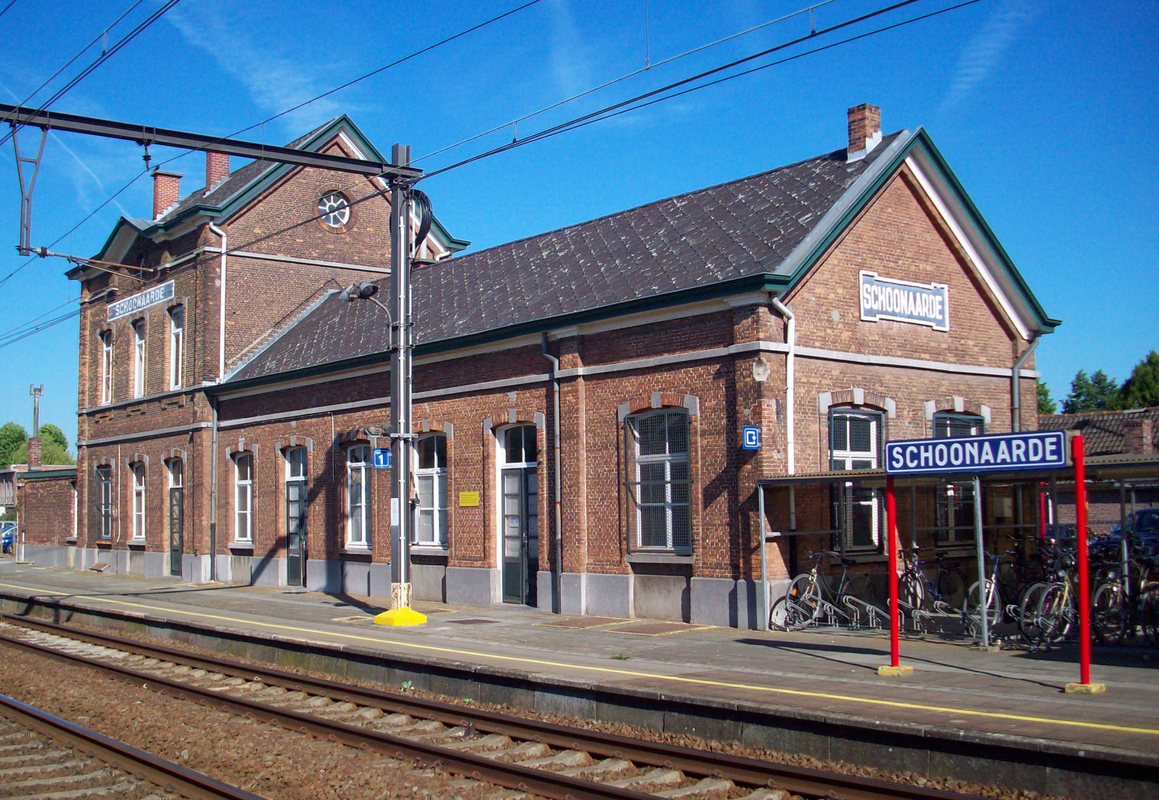
la gare de Schoonaarde

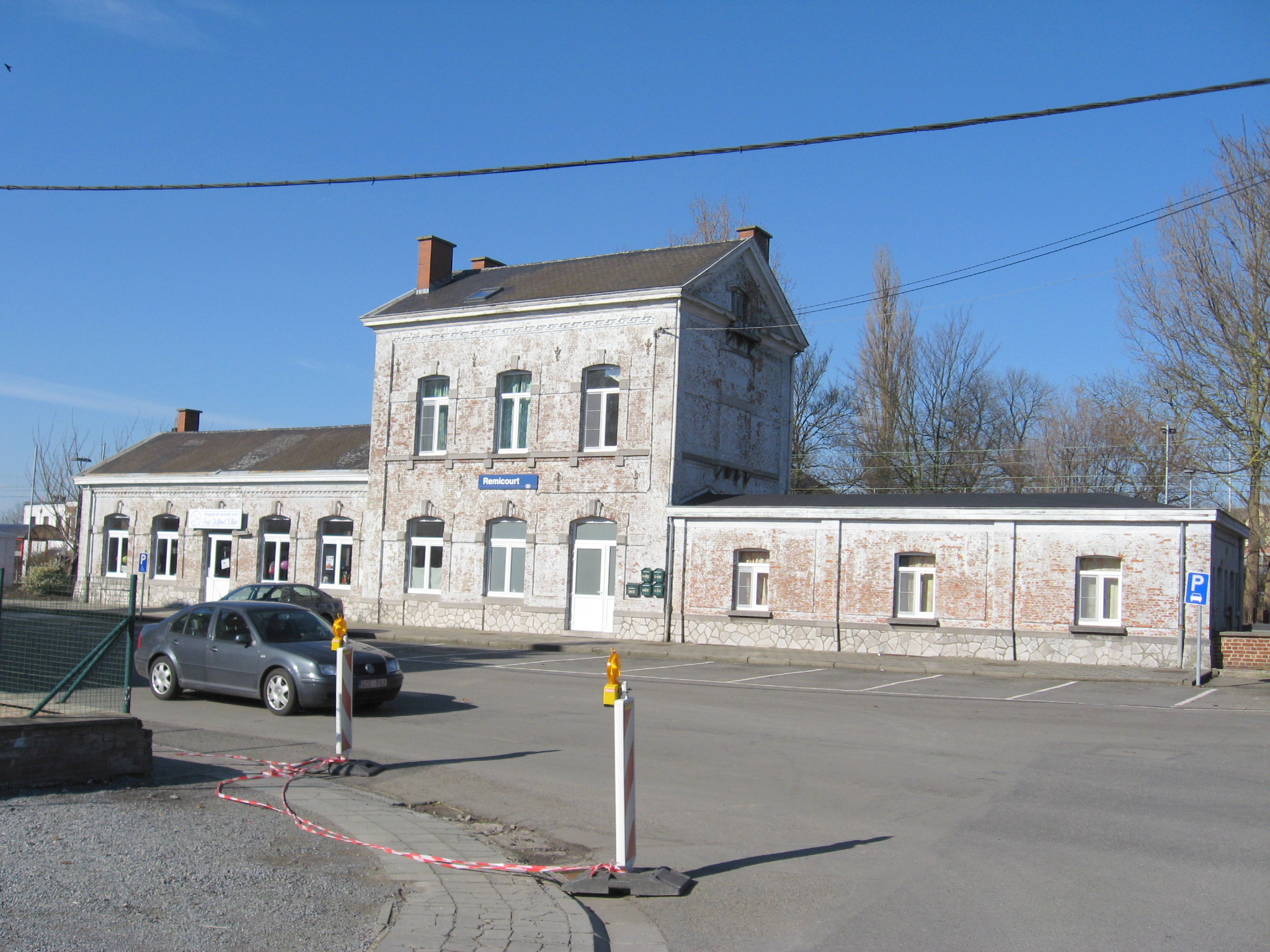
la gare de Remicourt

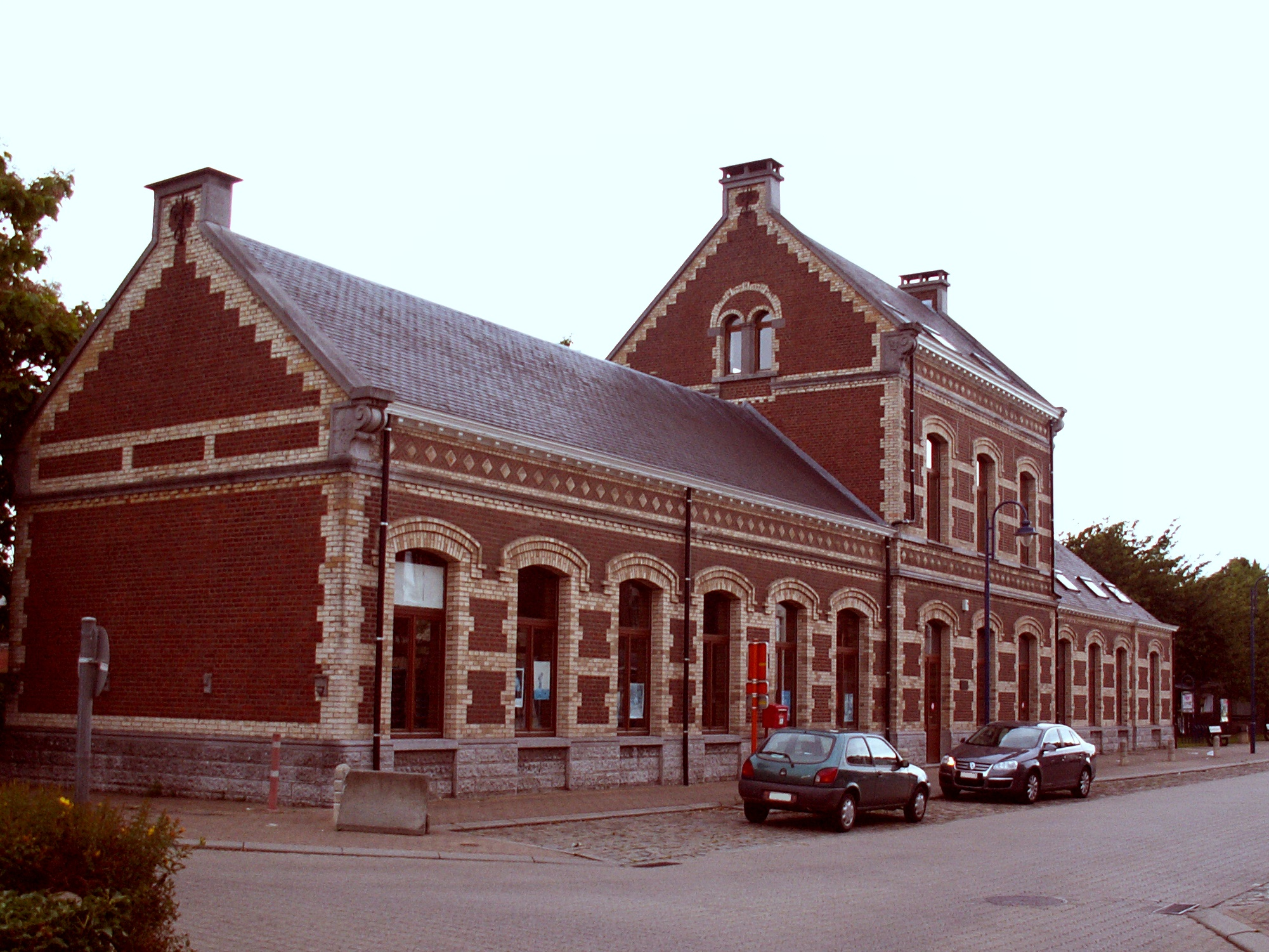
Eghezée, groupe de Namur

En 1880, pour la construction des gares sur son réseau déjà existant, au lieu de reprendre le plan type 1873 qui avait parfois quelques lacunes, on donna des directives communes pour les gares de faible importance que les différents groupes allaient appliquer pour la construction de leurs gares. En revanche, chaque groupe choisissait librement les matériaux de construction, le style architectural, et certains détails variaient d’une gare à l'autre.
Les directives communes, qui sont déjà celles du type 1895, sont les suivantes
- la construction principale (corps central) est à étage
- l’étage est réservé au logement du chef de gare
- le rez-de-chaussée du corps central comporte un guichet, des bureaux et une partie du logement du chef de gare
- une aile basse, normalement à toit plat, contient la partie restante du logement de fonction et une petite cour
- une autre aile, sous bâtière, dont la longueur varie, sert de salle d’attente et contient parfois un magasin pour les colis

Le résultat donne une gare asymétrique en trois parties avec une séparation marquée entre les fonctions de service et l’accueil des voyageurs. Certaines gares importantes disposaient d’une salle d'attente séparée réservée aux voyageurs de première ou seconde classe.
L’avantage de ces directives est qu’elle permet une multiplicité de styles architecturaux qui peuvent tenir compte de l’architecture locale.
Chaque groupe construira plusieurs gares avant l'avènement des gares standard plan type 1881.
- le groupe d’Arlon construira cinq gares identiques[5] sur la partie sud de la ligne 162 en remplacement de gares de la Grande compagnie du Luxembourg[6].
- le groupe de Bruxelles-Nord dota neuf de ses arrêts de gares en brique sur plusieurs de ses lignes. Elles étaient identiques, sauf celle de Berchem-Sainte-Agathe. La disposition de l'aile de service (une courte aile sous bâtière avec une grande baie au pignon et des annexes à toit plat) préfigure celle adoptée sur le plan type 1895.
- les groupes de Gand et de Tournai construiront un modèle de gare inspiré du type 1873. Le groupe de Tournai en construisit deux sur la ligne 86[7] et celui de Gand créera une nouvelle gare à Schoonaarde.
- le groupe de Liège construisit deux gares, inspirées du type 1873, sur la ligne 36 à Bierset-Awans et Rémicourt.
- le groupe de Namur poursuivra la construction de ses propres types de gares et de haltes jusqu’en 1899 et construisit sur plusieurs lignes une quinzaine de gares et de haltes d'aspect variable aux caractéristiques proches. Six autres gares hors de cette zone reproduiront des modèles du groupe de Namur[8].

Le groupe de Bruxelles-Midi édifiera quatre gares à Familleureux, Godarville, Marchienne-Est et Seneffe tandis que le groupe de Binche reprit ces plans pour la gare de La Croyère. Ces gares seront rapidement adoptées comme modèle standard et sont les premières du plan type 1881.

#### Le plan type 1881

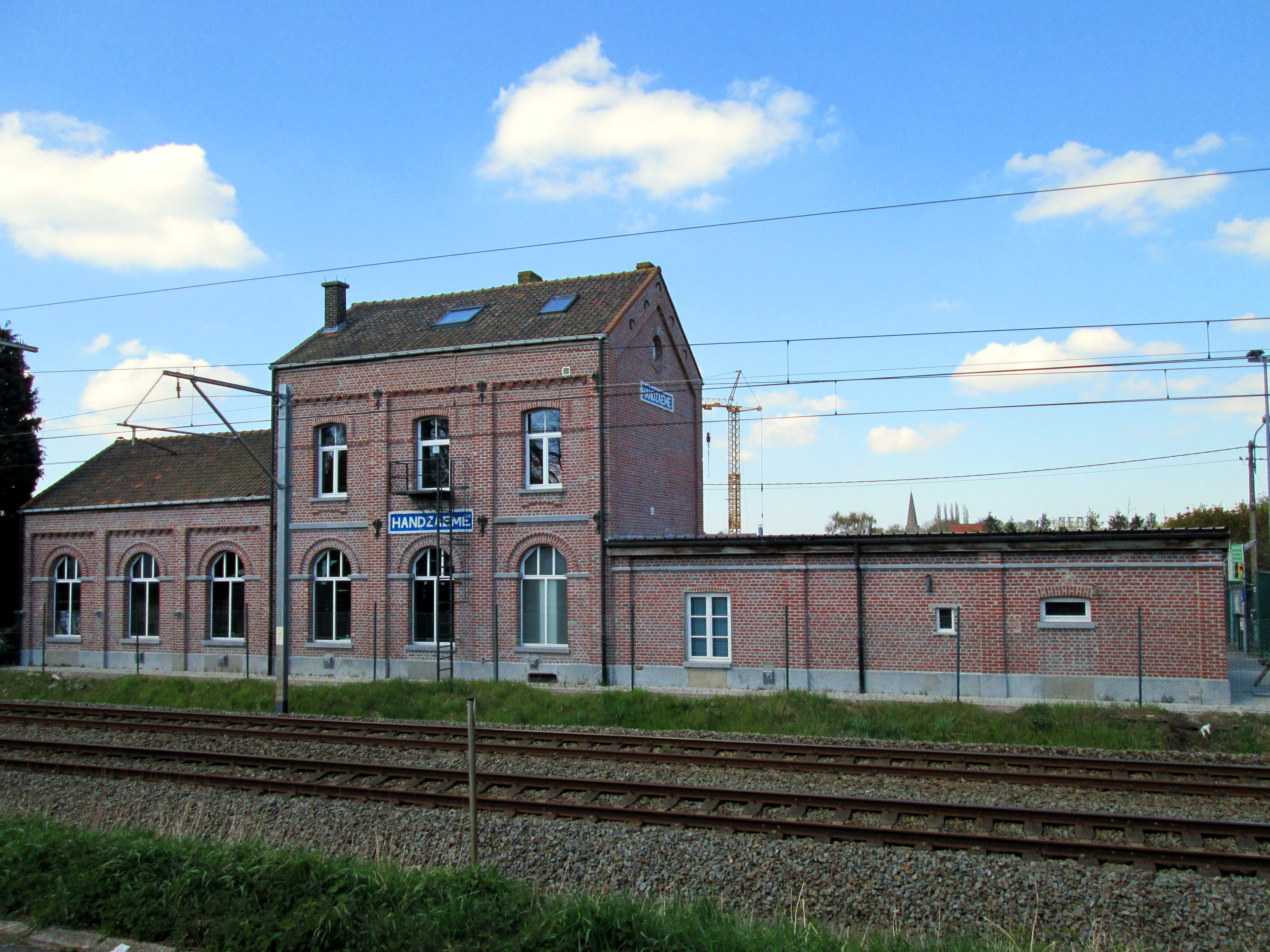
Handzame, gare de type 1881. Aile de service à toit plat.

Pour rationaliser davantage le plan des gares et donner un aspect uniforme au réseau, les Chemins de fer de l’État Belge choisirent comme modèle standard les gares du groupe de Bruxelles-Midi pour la possibilité d’agrandir la gare selon les besoins en élargissant uniquement l’aile basse sous bâtière.
Les gares de Familleureux, Godarville, Marchienne-Est, Seneffe et La Croyère furent les premières de ce plan à être construites (celle de La Croyère fut par la suite retransformée en gare de plan type 1895 et existe toujours). Seule différence : les gares suivantes seront pour la plupart de taille plus réduite avec trois travées dans l’aile sous bâtière.
84 de ces gares seront édifiées dans toute la Belgique entre 1881 et 1899.

### Le plan type 1895

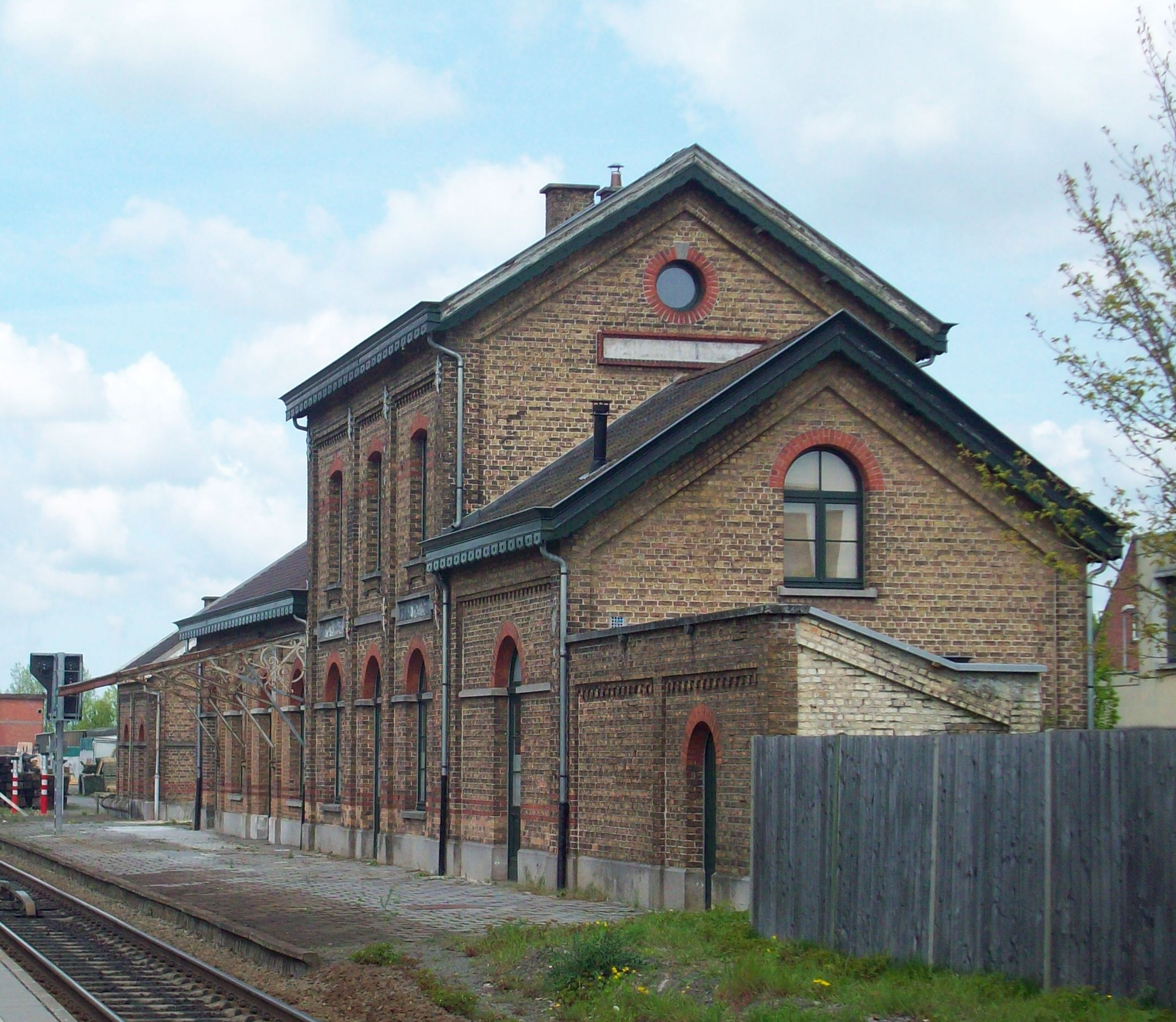
La gare de Sleidinge. Au premier plan l'aile de service

Par rapport au plan type 1881, le plan type 1895 apporte peu de différences : le corps central et la disposition de l'aile servant de salle d'attente sont identiques, tout comme le sont la forme des travées, des arcs, des pignons et même la frise en briques.
La seule différence est la forme et l'aménagement de l'aile basse.
Au lieu d'une longue aile d'un étage à toit plat avec une cour intérieure et les toilettes de la gare, les gares type 1895 ont une aile sous bâtière, de la même hauteur que l'autre aile mais comportant une seule travée et une fenêtre au pignon éclairant un deuxième niveau servant de mezzanine. Une remise en appentis prolonge cette aile et elle est généralement prolongée par un mur qui délimite une cour qui remplace la cour intérieure des gares type 1881.
Par rapport aux gares type 1881, réalisées en briques d'une seule couleur (rouges ou brunes), davantage de coloris seront appliqués aux gares type 1895, variant selon les régions avec certaines gares très sophistiquées (Weerde, Huy-St-Hilaire, Heverlee, Lichtervelde, Oostakker...) et une gare à la façade entièrement en pierre (Cour-sur-Heure).

### Caractéristiques de la façade

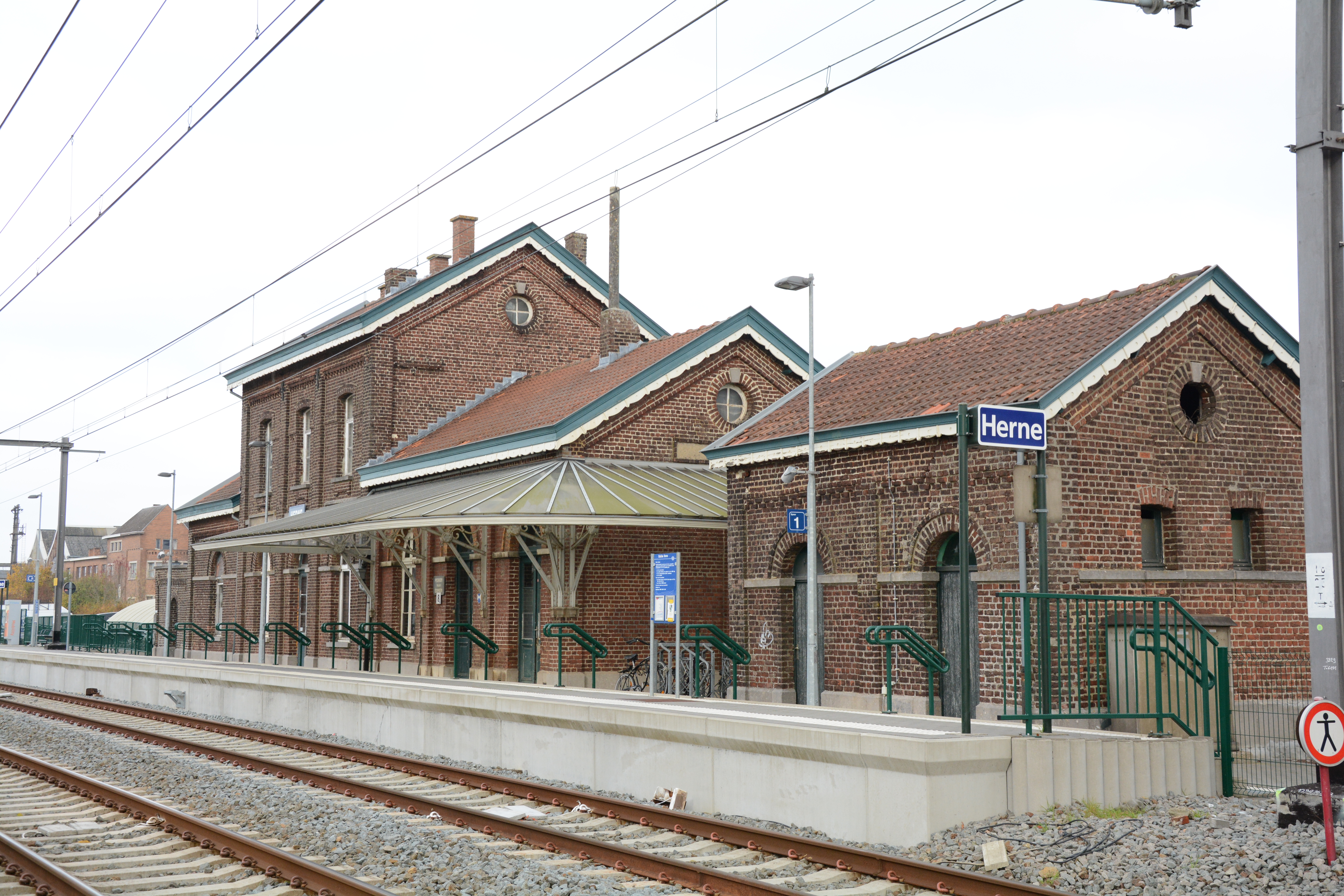
La gare de Hérinnes, a conservé le bâtiment des toilettes et sa marquise d'origine. Côté voies

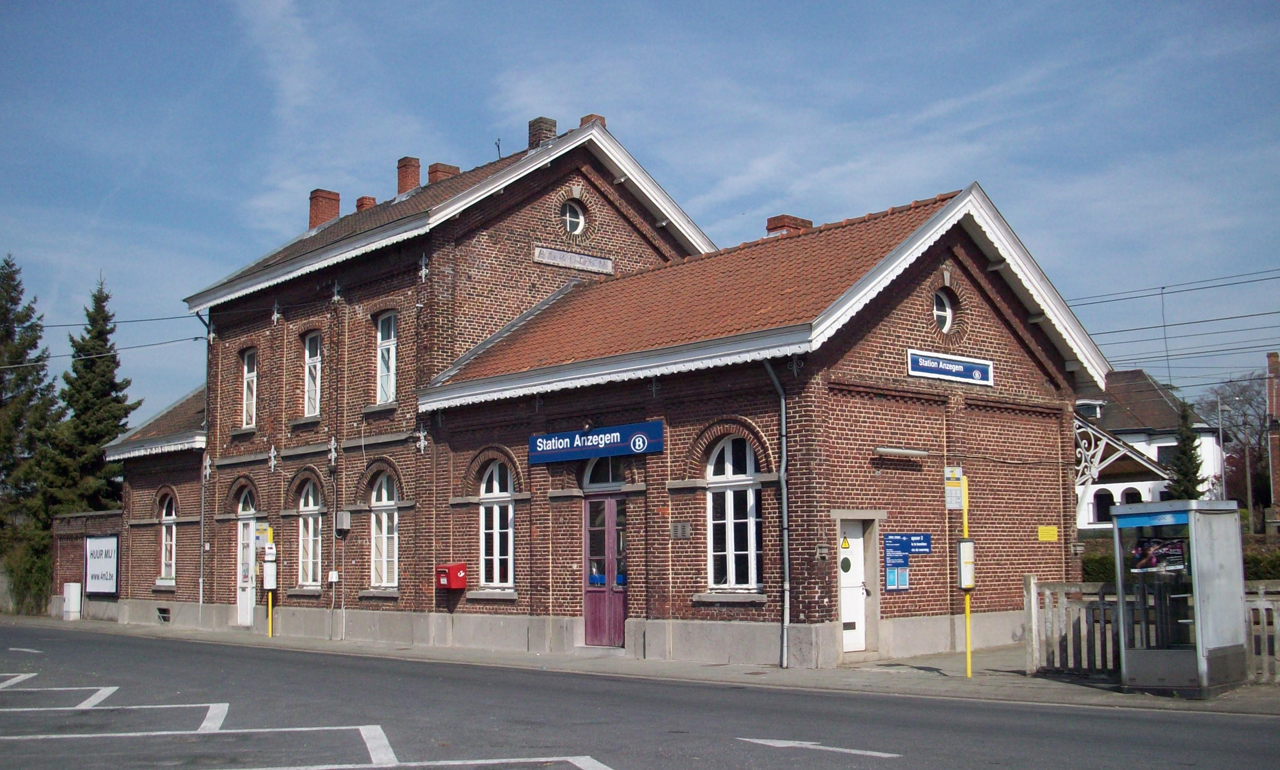
La gare d'Anzegem, côté rue

Comme les gares type 1881, le bâtiment est intégralement construit en briques et comporte trois parties
- un corps central à trois travées de deux niveaux sous bâtière
- une aile d'un niveau sous bâtière
- une aile basse (décrite ci-dessus)

Les façades des deux parties sous bâtière sont pourvues de lésènes qui rejoignent au sommet une frise à denticules en brique et sont agrémentés d’ancres à chaque étage. Un bandeau de pierre, interrompu par les lésènes, souligne la séparation des étages tandis que la pierre est également employée pour souligner la naissance des arcs qui surplombent les ouvertures du rez-de-chaussée.
Les arcs du rez-de-chaussée des parties sous bâtière sont en plein cintre tandis que ceux du premier étage et de l'aile à toit plat sont des arcs bombés. Certaines gares avaient leur nom dans un cadre côté voies à la hauteur des allèges des fenêtres de l’étage. Il est courant que les arcs soient réalisés dans un autre matériau (en briques jaunes ou en alternant des briques rouges, jaunes, voire des briques recouvertes de céramique de couleur).
Le pignon du corps central est marqué de ressauts de brique et est percé en son sommet par un oculus à clé en pierre. Cet oculus surplombe le nom de la gare placé dans un cadre de brique. Le mur du pignon de l’aile sous bâtière est percé d'un oculus mais est parfois aveugle. Le pignon de l'aile de service possède une grande fenêtre à arc en plein cintre.
Le toit, en tuiles, était constitué d’une toiture légèrement débordante reposant sur des consoles. Les rives et les corniches, en bois, ont un motif en dents-de-scie.

### L'intérieur

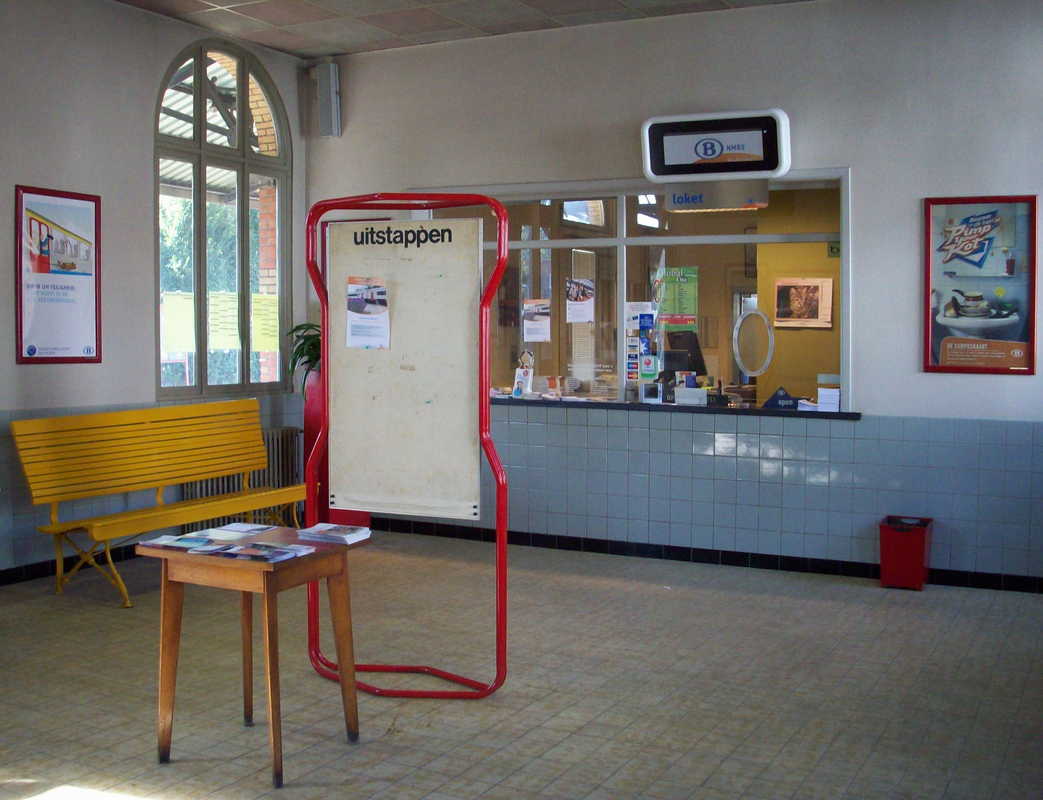
Salle d'attente de la gare de Zwijndrecht. L'intérieur a été rénové maintes fois

La porte du corps central côté rue occupe toujours une des travées extrêmes et se trouve toujours à côté de l’aile à toit plat. Cette porte est réservée au chef de gare et donne sur le corridor du logement de fonction et à un escalier qui mène aux chambres du premier étage. La salle de séjour se trouve au rez-de-chaussée et possède une fenêtre donnant sur le quai. Le reste du rez-de-chaussée est occupé par le bureau et le guichet et la porte de la travée centrale côté voies permet au personnel d’y accéder.
L’aile sous bâtière contient la salle d’attente qui occupe au moins deux travées tandis que le reste est utilisé pour les marchandises ou les bagages dans le cas des gares qui n'ont pas de halle à marchandises. Cette aile peut contenir entre trois et treize travées selon les besoins.
La seconde travée donne accès à la salle d’attente qui mélange les trois classes (sauf exception).
L’aile de service contient la cuisine et la buanderie du logement de fonction et une cour ouverte vers l'extérieur. Les toilettes des voyageurs ne font plus partie du bâtiment et se trouvaient dans un bâtiment séparé, généralement de plan standard avec toiture sous bâtière.

## Évolution ultérieure
Quelques gares du plan type 1881 seront encore construites après 1895, notamment sur l'Athus-Meuse.
Certaines gares type 1895 avaient une façade différente comme Cour-sur-Heure (façade en pierre et arcs bombés) ou Lichtervelde (façade en briques blanches).
En plus de ces deux types de gares, quelques gares à un seul étage dérivées de ce plan seront également construites. 

### Les haltes

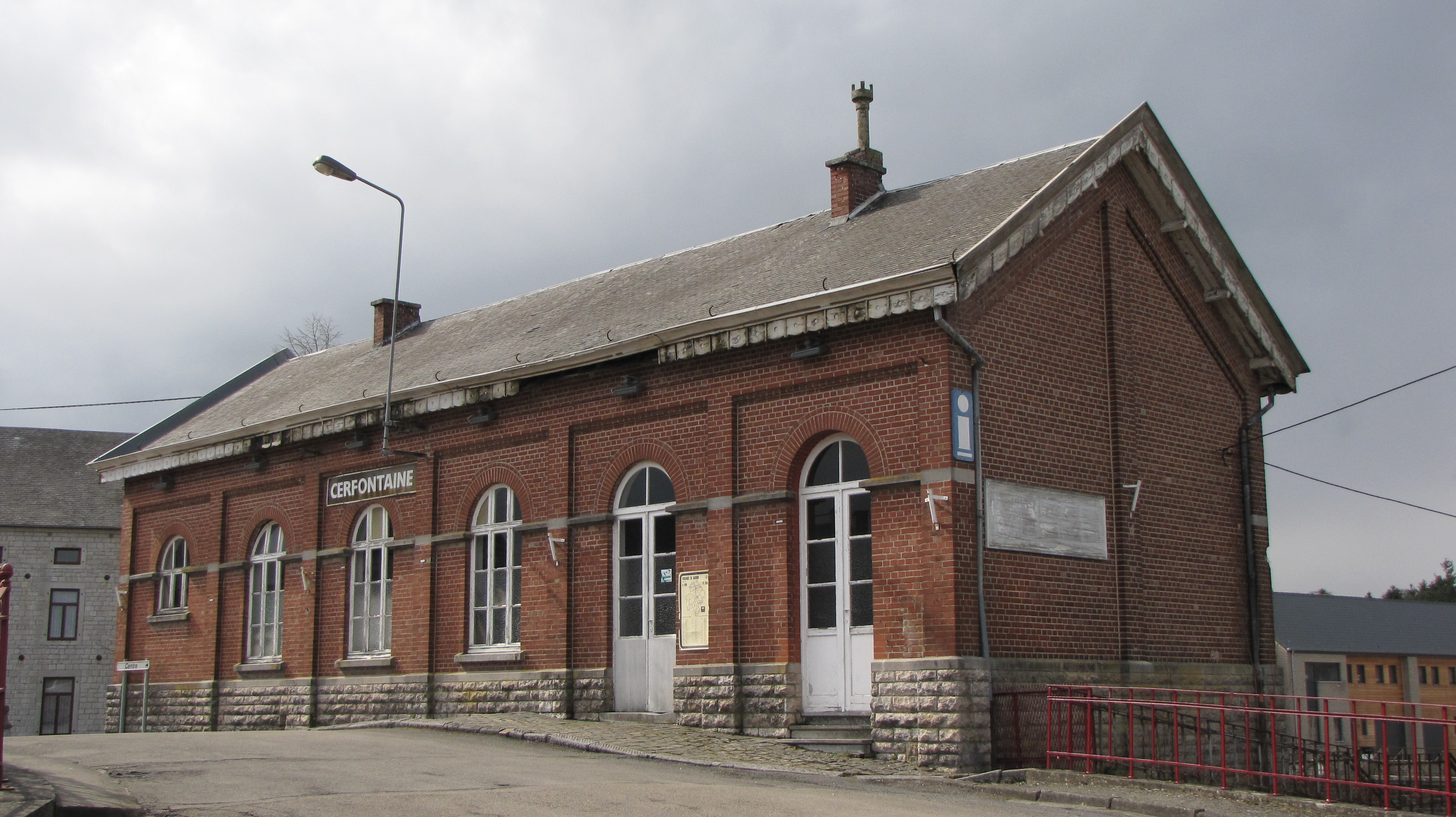
La Gare de Cerfontaine de la variante sans étage de ces gares standards.
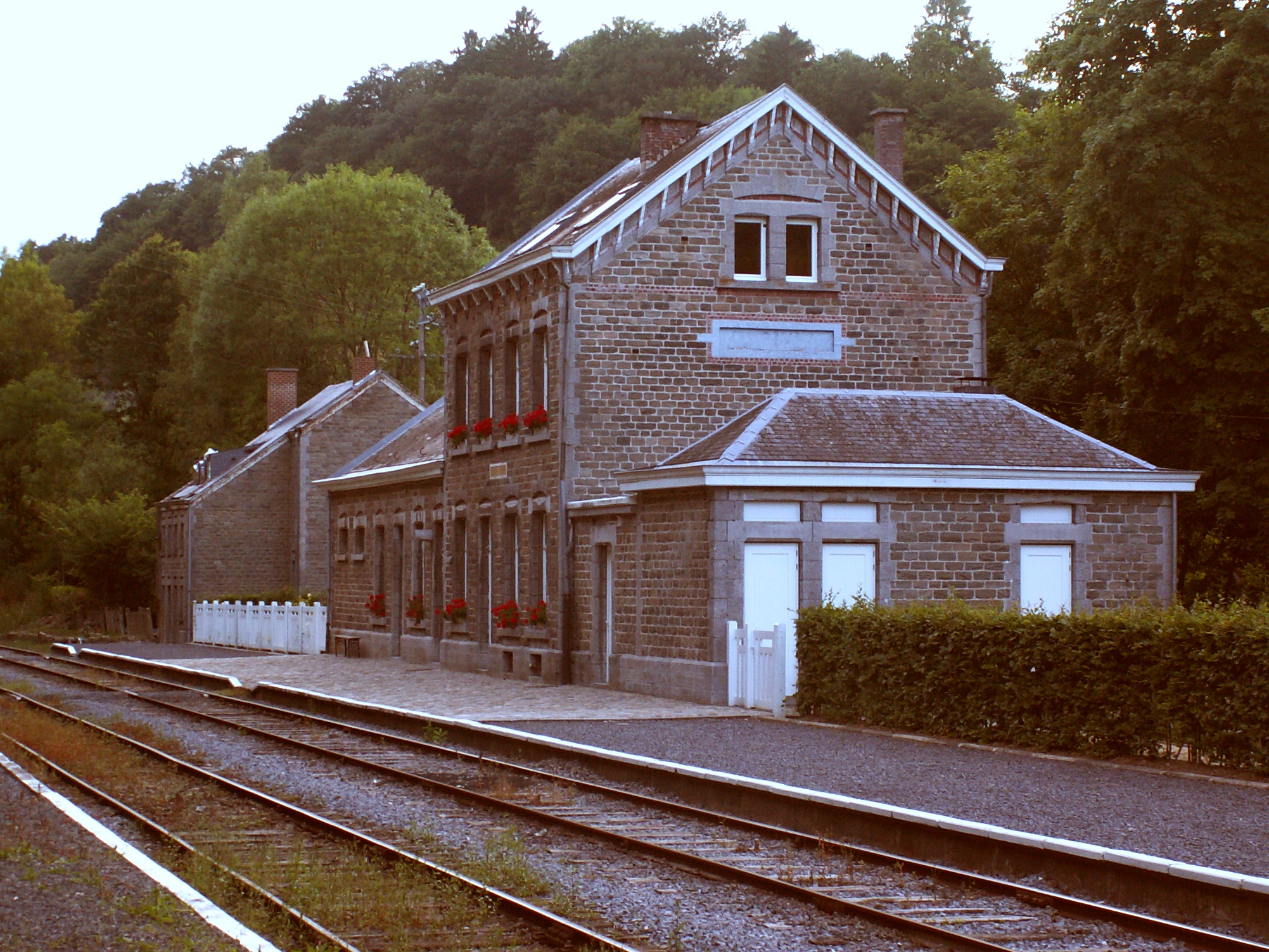
Une halte de type 1893 à Dorinne-Durnal. Selon les localités, elles employaient la brique ou la pierre de diverses couleurs.
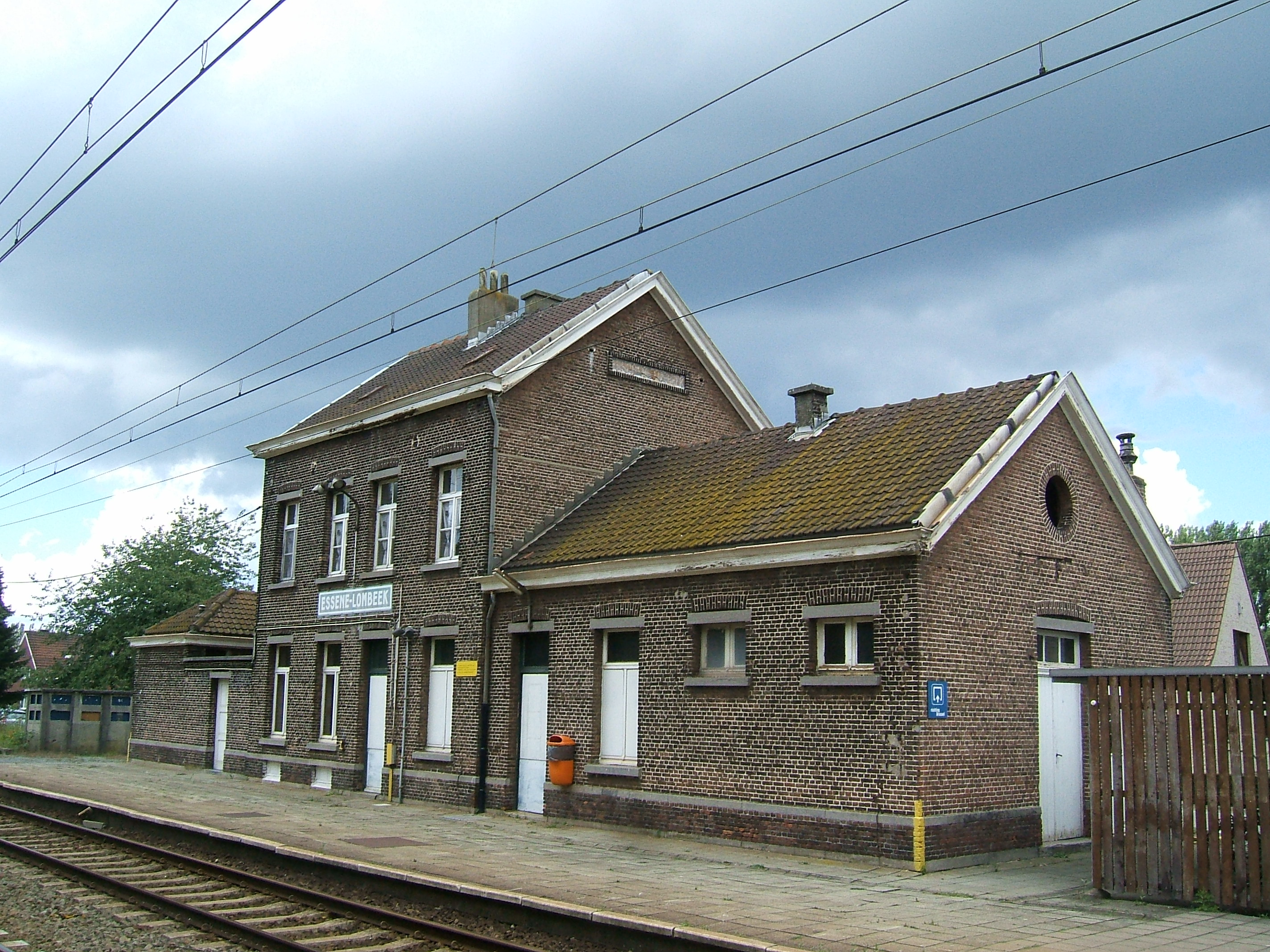
Certaines haltes type 1893 étaient particulièrement dépouillées, comme celle d'Essene-Lombeek.

Dans les années 1890, les Chemins de fer de l’État belge décideront de doter les haltes du réseau de bâtiments permanents plus grands et établiront pour ces dernières un nouveau plan standard, plus dépouillé, plus petit et sans points communs directs avec les gares de type 1881 ou 1895. Les ornements et les matériaux utilisés pour la façade de ces haltes variaient énormément. Elles seront construites de 1893 à 1914.

### Les gares type 1895 construites après-guerre

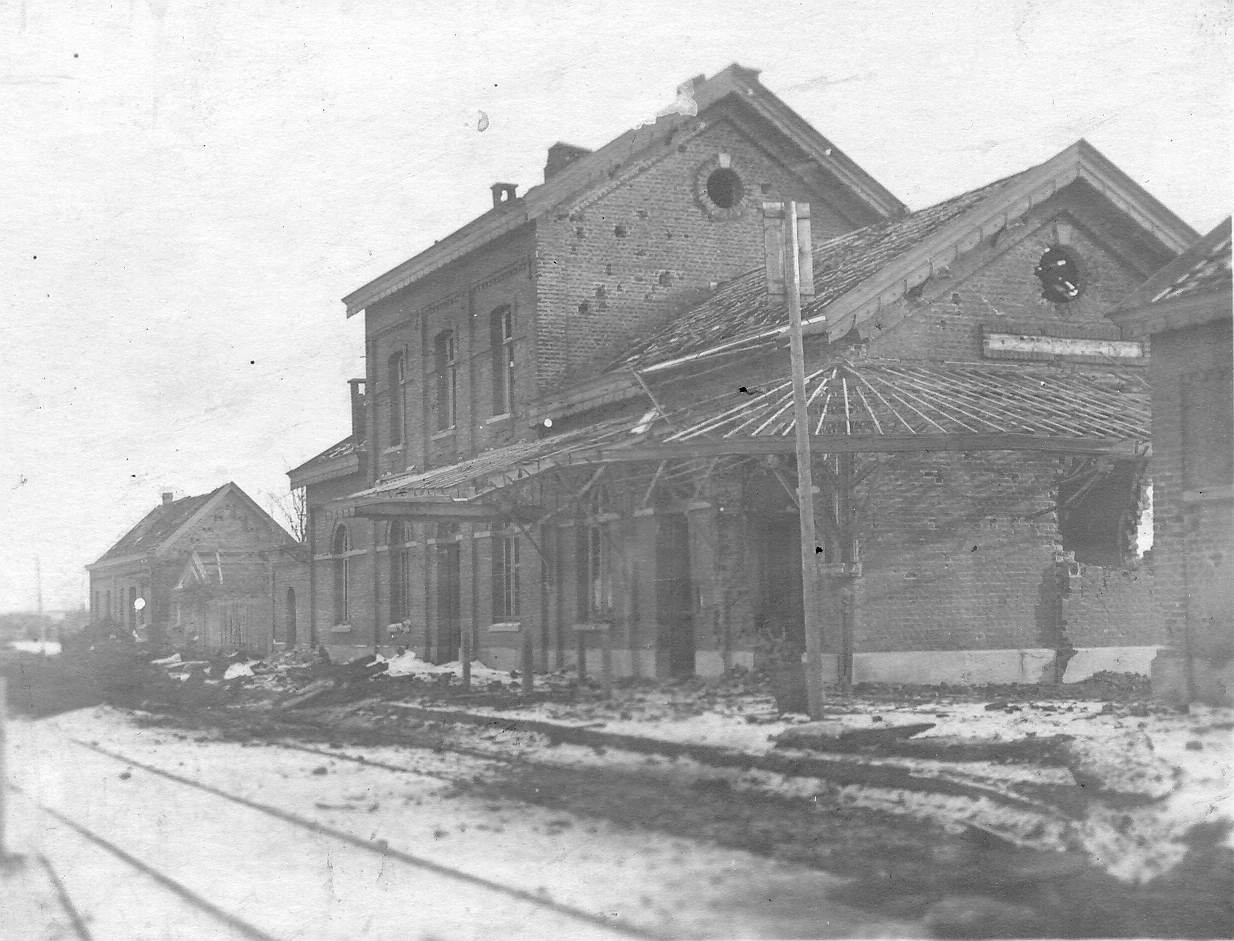
La gare de Zarren en triste état après les combats. Elle fut démolie peu après.
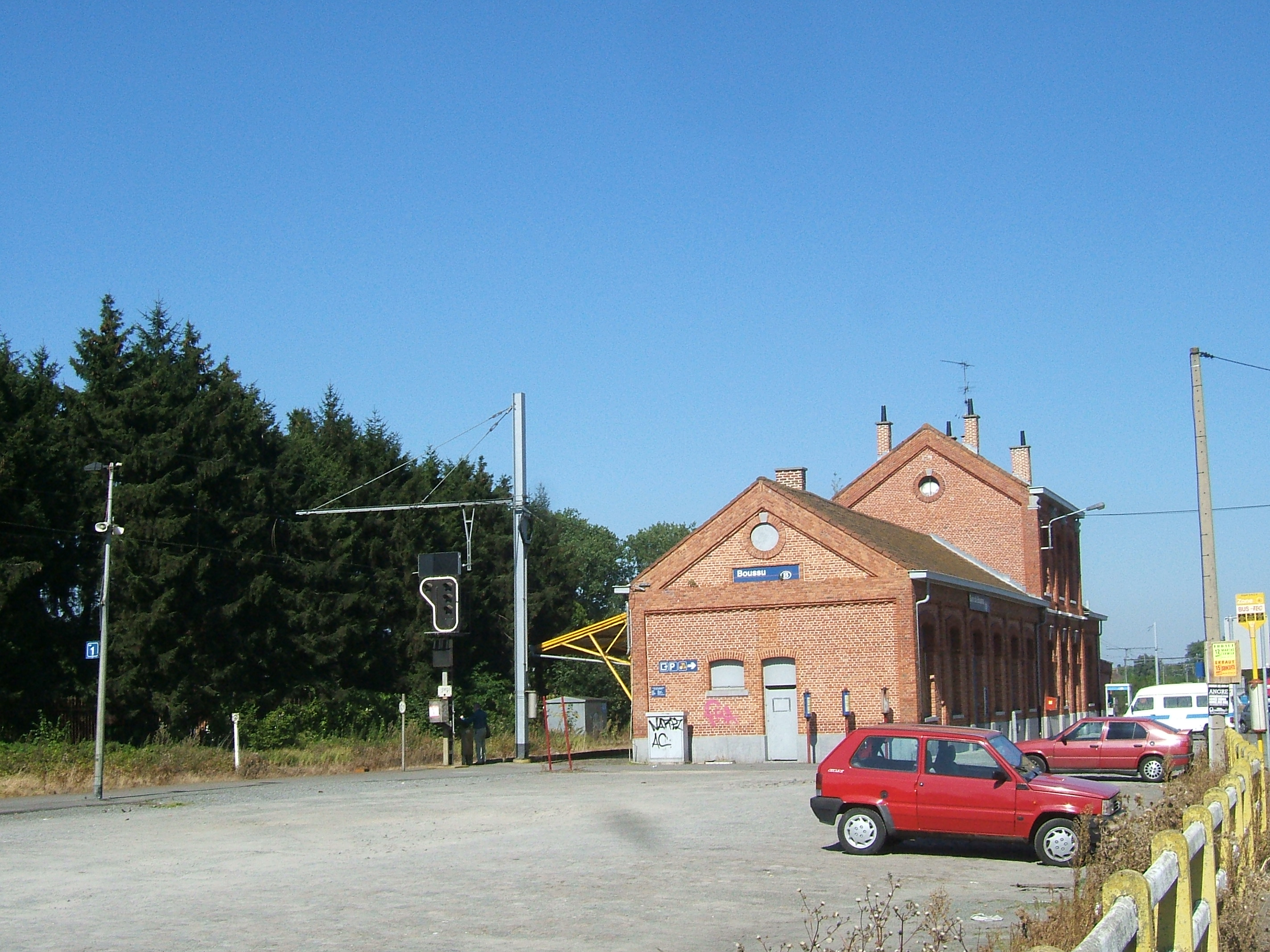
La gare de Boussu, construite après-guerre.
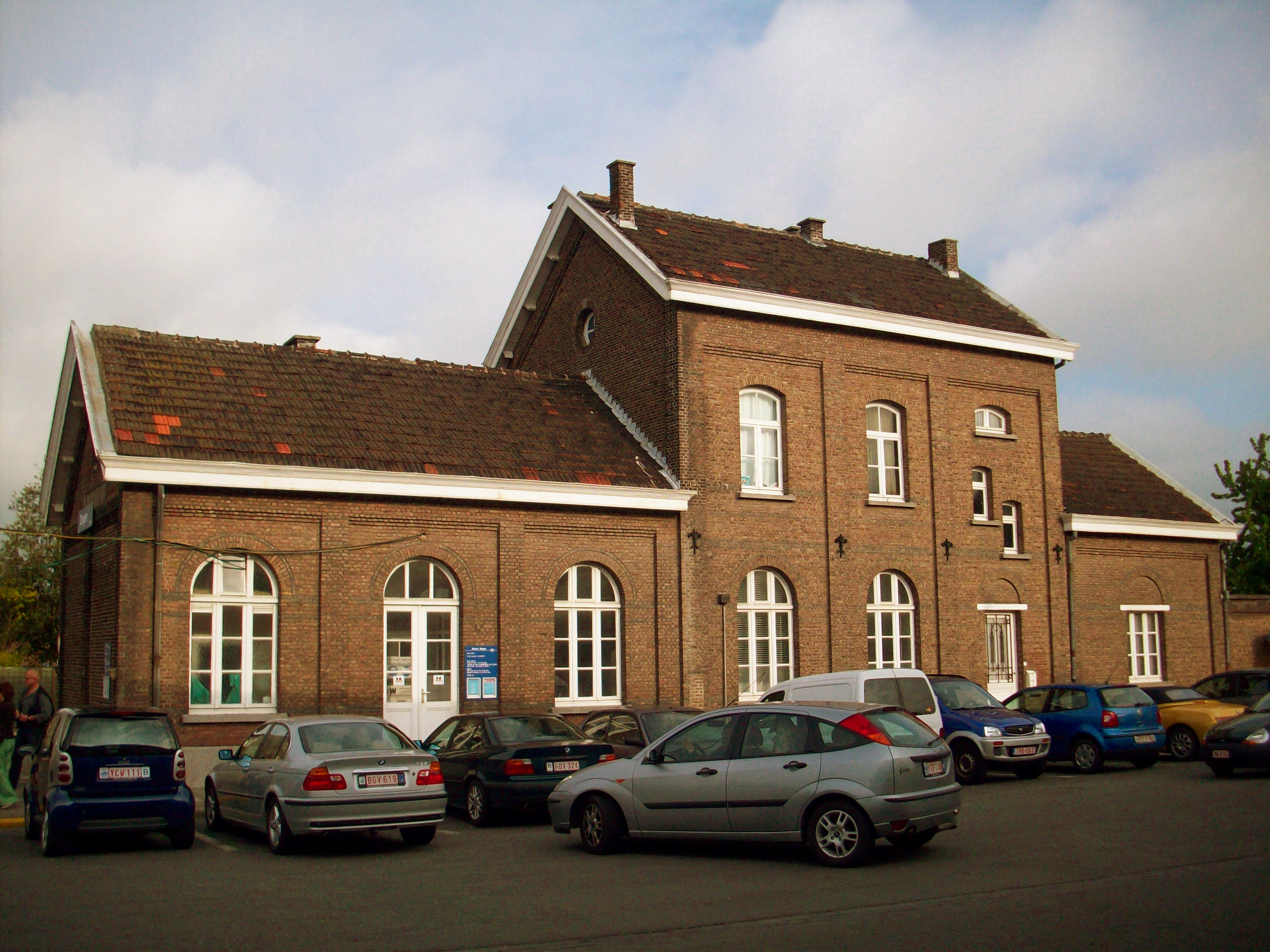
La gare de Zingem, construite après-guerre.

La Première Guerre mondiale eut pour conséquences la destruction de nombreuses gares, surtout dans le Hainaut et les Flandres, dont quelques gares plan type 1895, presque neuves.
Parmi les gares construites pour remplacer les bâtiments détruits se trouvent trois bâtiments dérivés du type 1895. La plupart des autres étaient des gares standard de la reconstruction. Un certain nombre de détails, notamment la forme des fenêtres et les frises moins élaborées, les différencient des gares d'avant-guerre mais ces gares type 1895 d'après-guerre n’étaient pas pareilles entre-elles.
- La gare de Boussu[12] sur la ligne 97 : toutes les ouvertures sont surmontées d'arcs bombés (sauf la baie au pignon de l'aile de service). Aile basse à gauche de six travées disposée à gauche. Depuis la fermeture du guichet, la gare est en cours de reconversion pour accueillir des services communaux[13].
- La gare d'Olsene[14] sur la ligne 75 : fenêtres géminées à linteau droit au premier étage et façade en brique jaune, uniquement côté voies. Aile basse à droite de trois travées[15]. Gare fermée en 1978 et démolie[16].
- La gare de Zingem[17] sur la ligne 86 : fenêtres normales sauf celles de la gage d'escalier qui sont de petites fenêtres décalées. Bâtiment reconverti en habitation depuis la fermeture du guichet[18].

## Variantes du plan type 1895

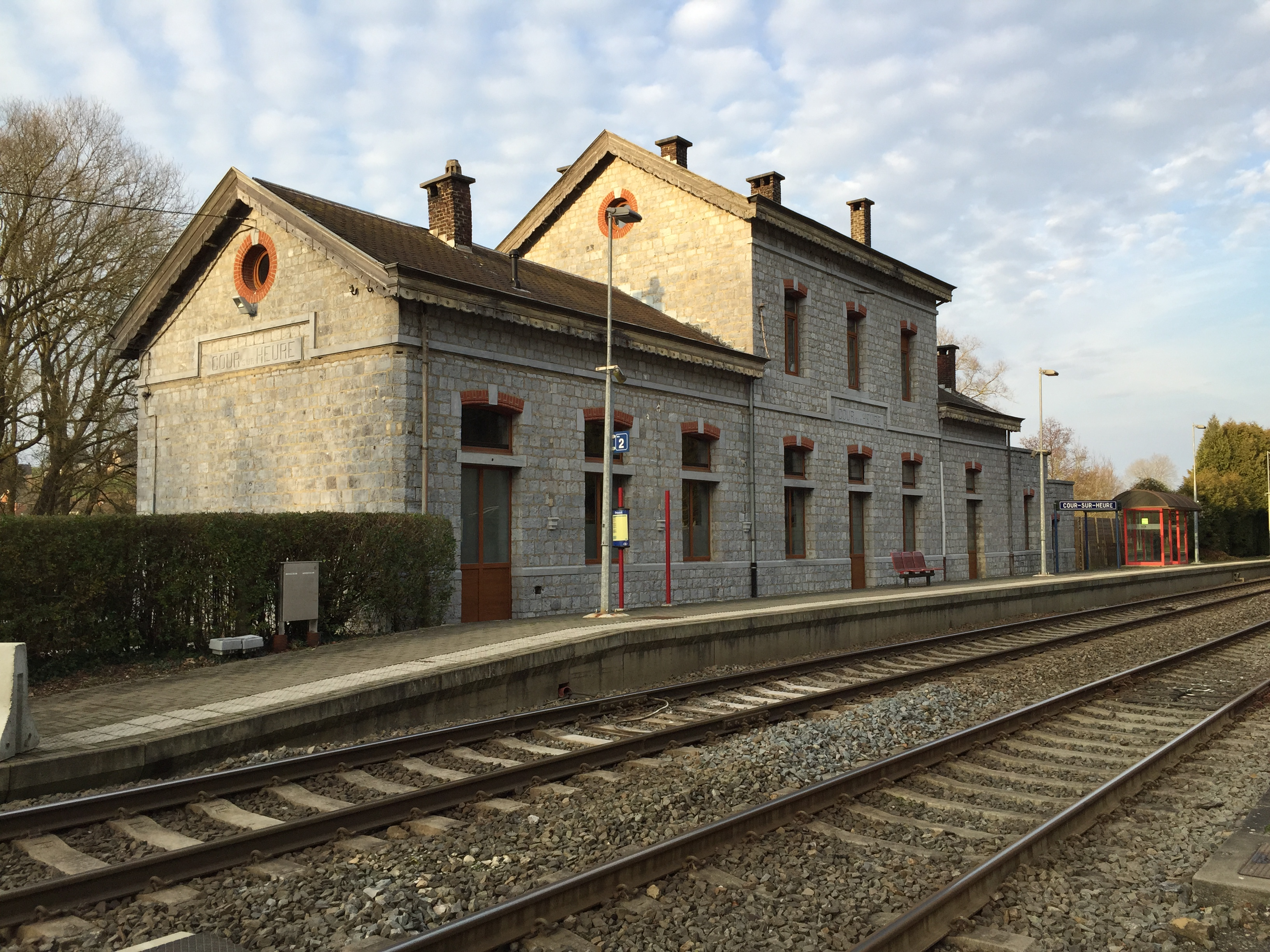
La gare de Cour-sur-Heure, et sa façade en pierre à arcs bombés

Plusieurs variantes ont été réalisées selon les besoins de la localité desservie et en fonction de la place disponible ou de la disposition des lieux. Seule varie la longueur de l'aile basse servant de salle d'attente et parfois de magasin pour les colis. Le corps central et l'aile de service restaient identiques.
Pour des raisons pratiques, l'aile de service est disposée à gauche ou à droite selon les cas. Les gares frontières ont deux logements de fonction.
Les gares à quatre ou cinq travées paraissent plus grandes que celles à trois travées mais il faut prendre en compte que les travées supplémentaires compensent parfois l'absence d'une halle à marchandises. Dans les faits, un grand nombre de petites gares à trois travées possédaient une halle à marchandises.

### Liste des variantes et des gares concernées

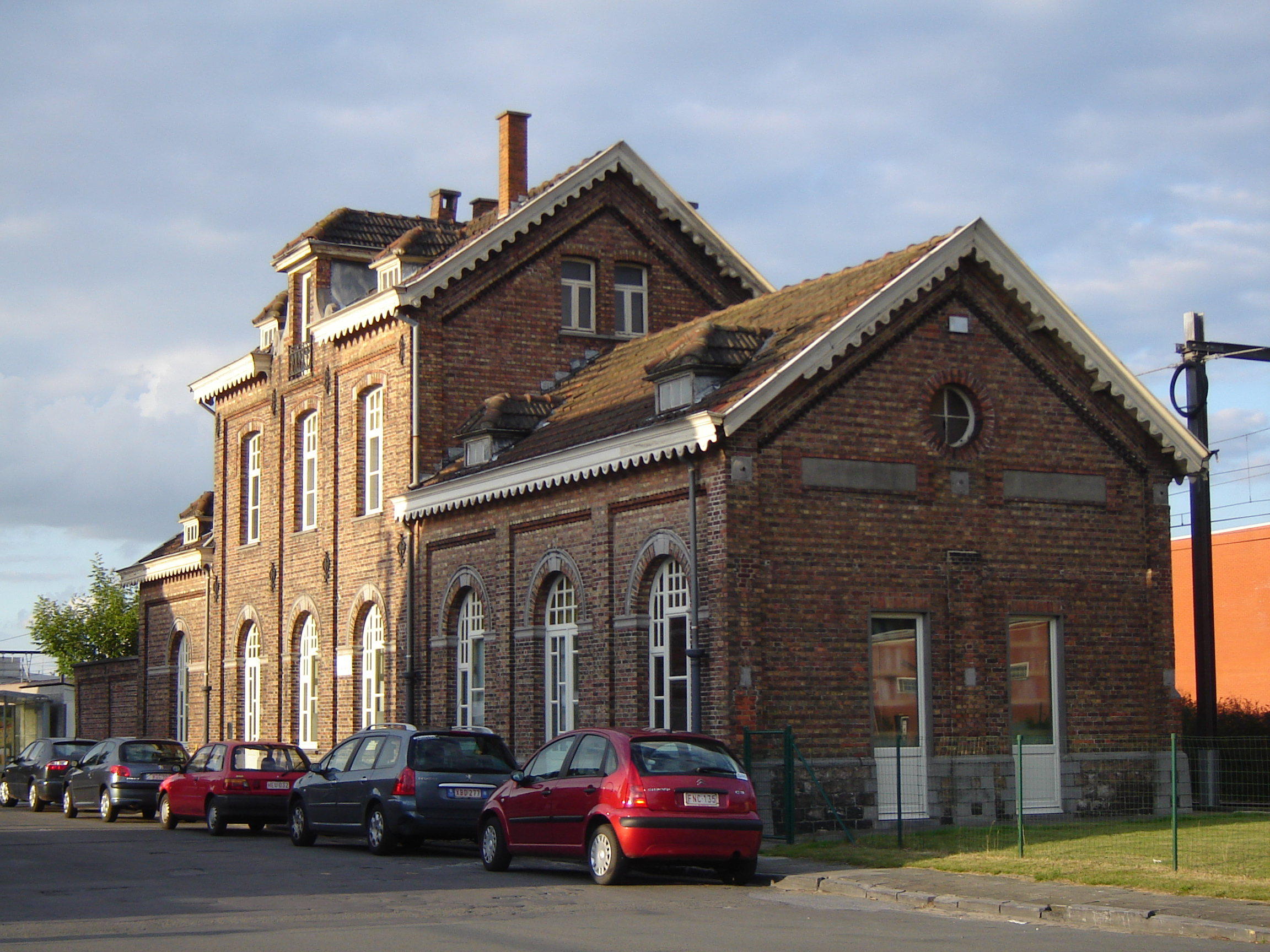
Saint-Denis-Westrem.

#### Variante à trois travées à droite
Cette variante comportait une aile de trois travées sous bâtière disposée à droite, vu depuis le côté rue. L’accès des voyageurs se fait, côté rue, par la travée médiane de cette aile.

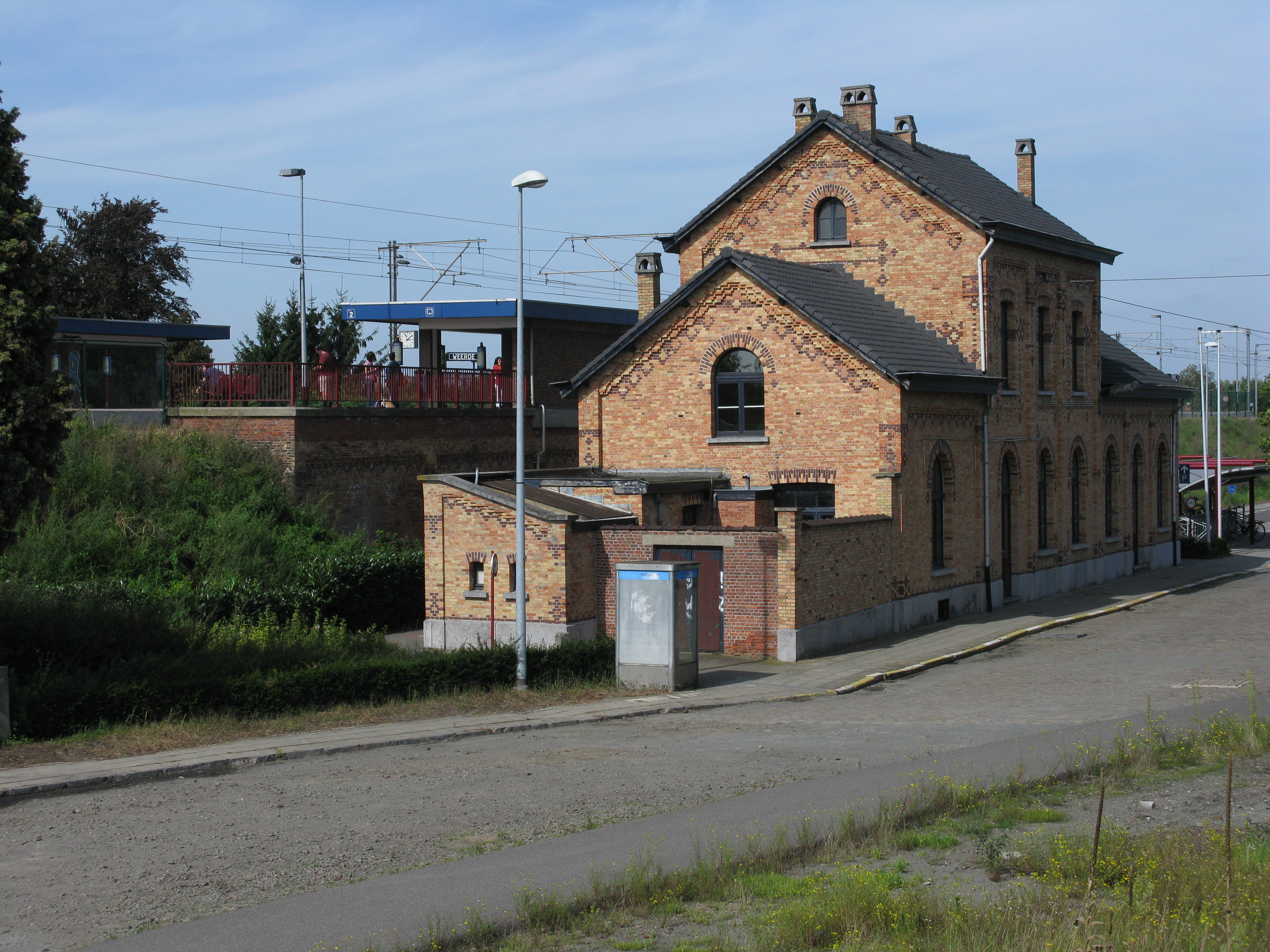
La gare de Weerde et ses ornements de brique

- Alken sur la ligne 21[20]. Construit en 1903[réf. nécessaire], le bâtiment existe toujours mais n’accueille plus les voyageurs.
- Anzegem sur la ligne 89[21]. Le bâtiment existe toujours mais n’accueille plus les voyageurs.
- Audeghem sur la ligne 53[22]. Bâtiment démoli.
- Bomerée sur la ligne 132[23]. Gare fermée et démolie.
- Chapelle-à-Wattines sur la ligne 94[24]. Fermée et démolie.
- Cour-sur-Heure sur la ligne 132[25]. Façade en pierre. Le bâtiment est devenu un restaurant après la fermeture du guichet.
- Deurle sur la ligne 75[26]. Fermée et démolie.
- Idegem sur la ligne 90[27]. Le guichet a fermé en 2005 et elle est utilisée comme réfectoire par un club de handball frison.
- Jumet-Hamendes sur la ligne 119[28],[29]. Fermée et démolie.
- La Reid sur la ligne 44[30]. Fermée et démolie.
- Lauwe sur la ligne 75. Fermée en 1984 et récemment rénovée en salle des fêtes après une longue période d'abandon[31].
- Lissewege sur la ligne 51A[32],[33]. Après la fermeture du guichet, elle a été restaurée en galerie d'art.
- Néchin sur la ligne 75A[34]. Fermée et démolie.
- Noorderwijk-Morckhoven sur une portion désormais fermée de la ligne 29[35]. Fermée en 1959 et démolie.
- Schaffen sur la ligne 17. Incendiée par les Allemands en août 1914[36].
- Saint-Denis-Westrem. Construite en 1913 sur une nouvelle section de la ligne 75, elle est richement ornée avec des fenêtres, corniches et lucarnes différents[37]. Fermée en 1984, elle est classée et utilisée comme habitation[38].
- Terdonck[39]. Construite en 1904 aux frais de l’État sur la ligne privée du chemin de fer Gand-Terneuzen à la suite de l'élargissement du canal[1]. La gare a fermé et le bâtiment n'existe plus.
- Thulin sur la ligne 97[40]. Après la fermeture du guichet, le bâtiment a été abandonné plusieurs années puis restauré comme habitation.
- Waerloos sur la ligne 25A[41]. Fermée et démolie.
- Waarschoot sur la ligne 58[42]. Guichet fermé ; bâtiment reconverti en habitation et en brasserie[43].

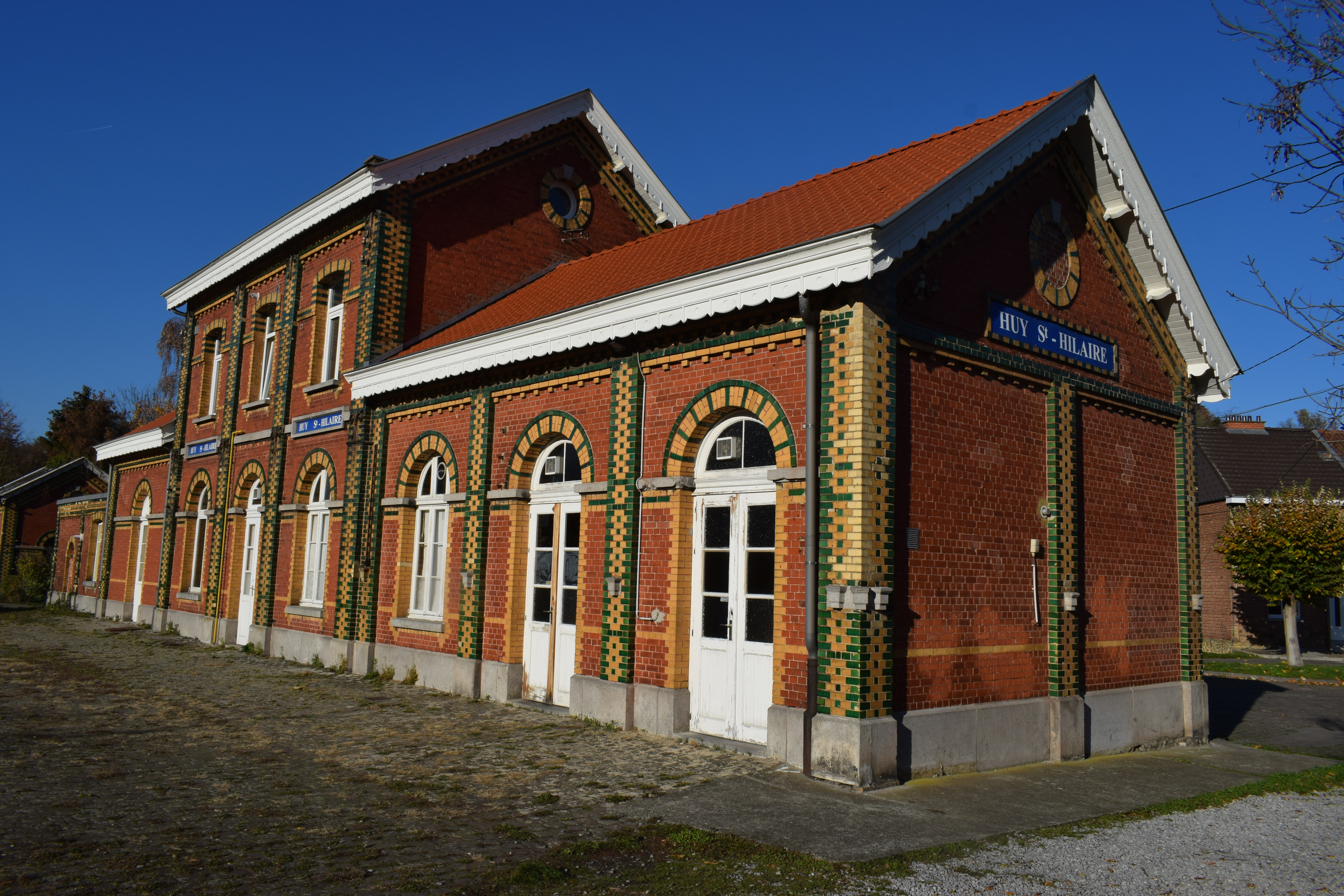
Gare de Huy-St-Hilaire

- Weerde sur la ligne 25[44]. Construite en 1907 lors de la surélévation de la ligne 25[1], elle comporte une façade en brique jaune avec des motifs complexes en brique brune. Depuis la fermeture du guichet, elle a été reconvertie en brasserie[45].

#### Variante à trois travées à gauche
Cette variante comportait une aile de trois travées sous bâtière disposée à gauche, vu depuis le côté rue. L’accès des voyageurs se fait, côté rue, par la travée médiane de cette aile.

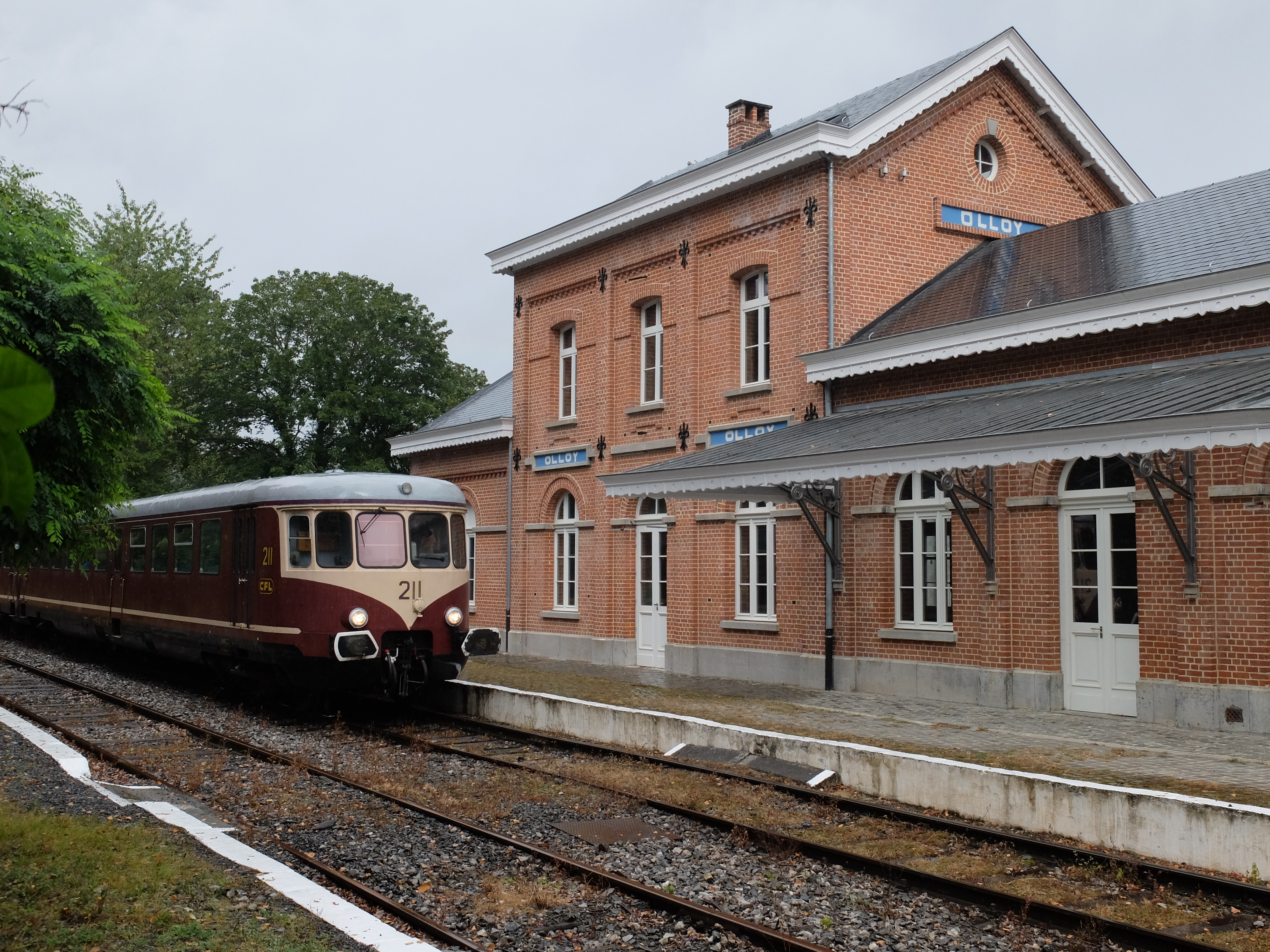
La gare d'Olloy-sur-Viroin

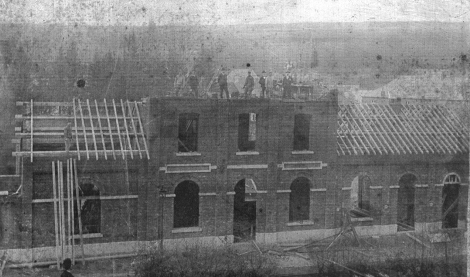
Gare de Silenrieux en cours de construction

- Barry-Maulde sur la ligne 94[46]. Gare fermée et démolie.
- Bernissart, terminus de la courte ligne 80[47]. Gare fermée et abandonnée.
- Beverst sur la ligne 34[48]. Gare fermée et démolie.
- Bouwel sur la ligne 15[49]. Guichet fermé et bâtiment démoli.
- Eigenbilzen sur la ligne 20[50]. Gare fermée et démolie.
- Ename sur la ligne 89[51]. Bâtiment démoli pour la suppression du passage à niveau et gare fermée en 1984.
- Eppegem sur la ligne 25[52]. Construite en 1907 dans les mêmes conditions que Weerde, sa façade a les mêmes motifs. Reconvertie en bar-glacier après la fermeture du guichet[52].
- Evergem sur la ligne 58[53]. Bâtiment démoli pour la suppression du passage à niveau.
- Hérinnes (Herne) sur la ligne 123[54]. Guichet fermé en 2013.
- Hombeek sur la ligne 53. Bâtiment démoli après sa fermeture en 1957.
- Huy-St-Hilaire sur la ligne 126. Les arcs et les pilastres sont revêtus briques jaunes et de briques munies d'un glaçage vert[55]. Bâtiment réaffecté après la fermeture de la gare[55].
- Nerem[56] sur une portion fermée en 1973 de la ligne 34[56]. Démolie après sa fermeture.
- Olloy-sur-Viroin[57] sur la ligne 132. Fermée aux voyageurs et rachetée par la commune. Ses quais sont désormais utilisés par le chemin de fer à vapeur des trois vallées.
- Oostkerke sur la ligne 73. Démolie après la Première Guerre mondiale à cause des dégâts subis, elle fut remplacée par une gare de la reconstruction[58], désormais fermée.
- Quevaucamps, terminus de la courte ligne 79, elle ferme dès 1942.
- Roborst sur la ligne 89[59]. Fermée et démolie.
- Silenrieux sur une portion détruite de la ligne 132[60]. Fermée et démolie pour la construction des lacs de l'eau d'Heure[60].
- Zarren sur la ligne 64. Détruite pendant la Première guerre mondiale et remplacée[61].La gare de Weert-Saint-GeorgesSecond pignon mis au jour durant la rénovation du bâtiment

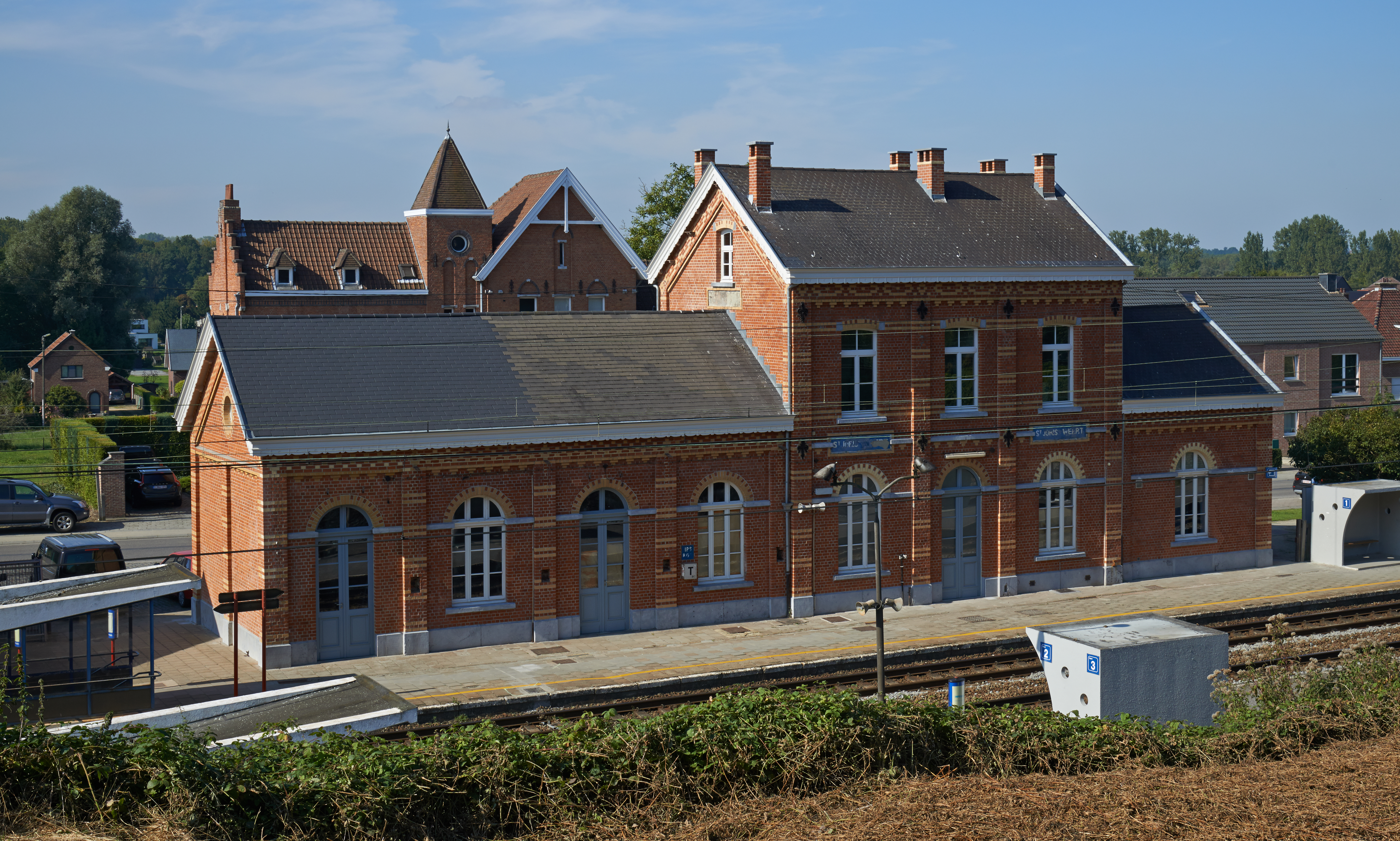
La gare de Weert-Saint-Georges

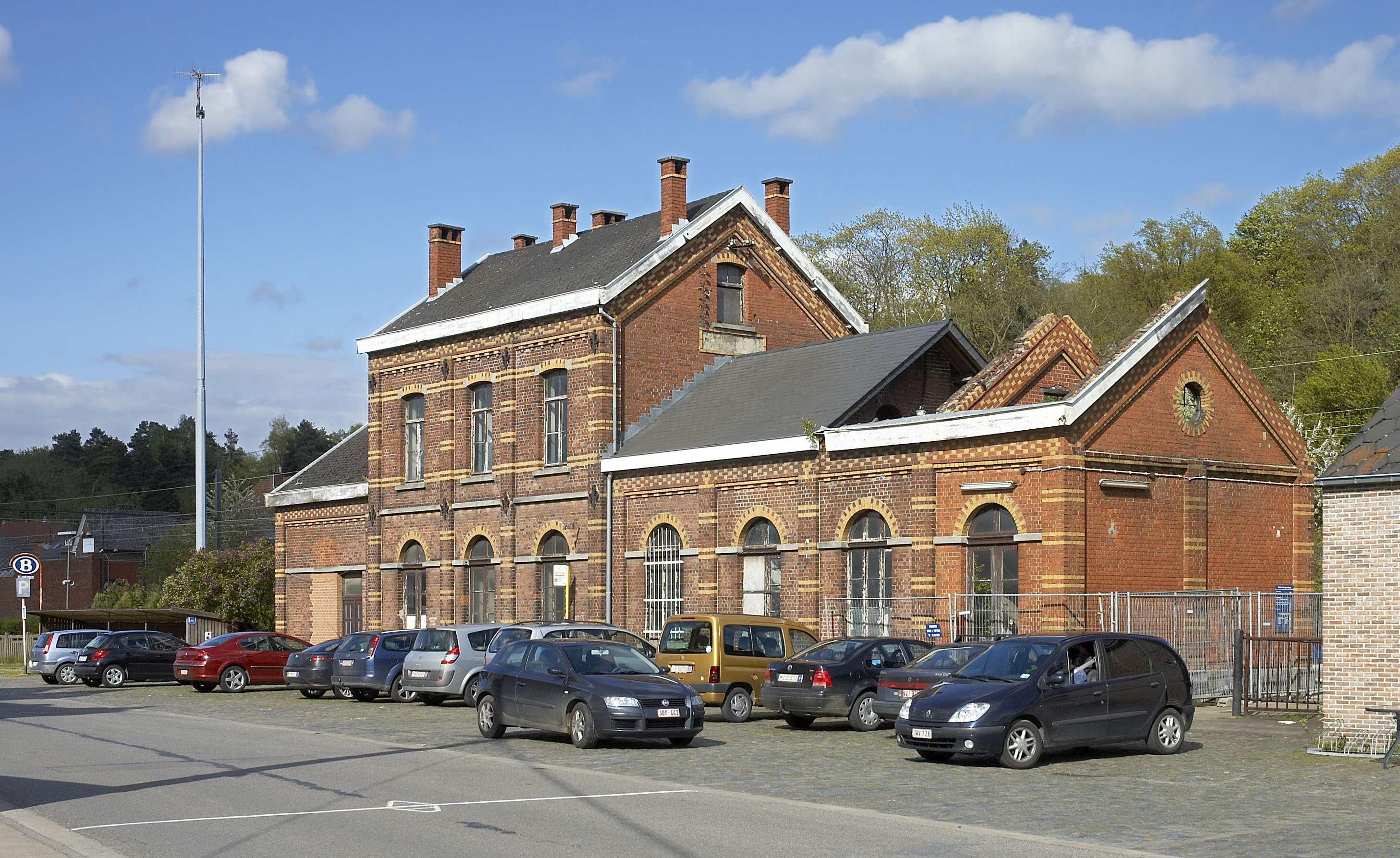
Second pignon mis au jour durant la rénovation du bâtiment

#### Variante à quatre travées à droite
Ces trois gares possèdent un petit magasin à colis et bagages dans l'aile basse qui occupe la travée supplémentaire et n'avaient pas de halle à marchandises. À Weert-Saint-Georges, la présence de d'un second pignon dans les combles décoré d'une frise et percé d'un oculus au niveau de la troisième travée laisse supposer un agrandissement ultérieur (voir photo)
- Anhée sur la ligne 150[62]. Fermée aux voyageurs en 1962 et démolie en 1974[63].
- Sleidinge sur la ligne 58[64]. Façade en briques jaunes. Reconvertie en habitation après la fermeture du guichet.
- Weert-Saint-Georges sur la ligne 139. Restaurée après la fermeture du guichet.

#### Variante à quatre travées à gauche
Idem mais avec l'aile basse servant de salle d'attente et de magasin disposée à gauche.
- Heverlee sur la ligne 139[65]. Guichet fermé, bâtiment reconverti. Frise complexe de brique jaunes et rouges qui se retrouve aussi à Weert-Saint-Georges, Hoeselt et Bilzen.
- Hoeselt sur la ligne 34[66]. Fermée en 1984 et démolie.
- Montignies-sur-Sambre sur la ligne 140A. Façade en pierre ou en parpaings. Fermée aux voyageurs et aux marchandises en 1925 et démolie par après[67]. La toiture surplombant la dernière travée est plus basse, ce qui suggère un agrandissement d'une gare de trois travées[68].

#### Variante à cinq travées à droite
Une seule gare, celle de Beervelde sur la ligne 59, dont deux travées devaient servir au magasin. Elle ferme en 1957, rouvre en 1973 mais ferme à nouveau en 1984 avant de rouvrir en 2008. Bâtiment vide, mise en vente en 2019 (sans succès) et finalement démoli en 2024,.

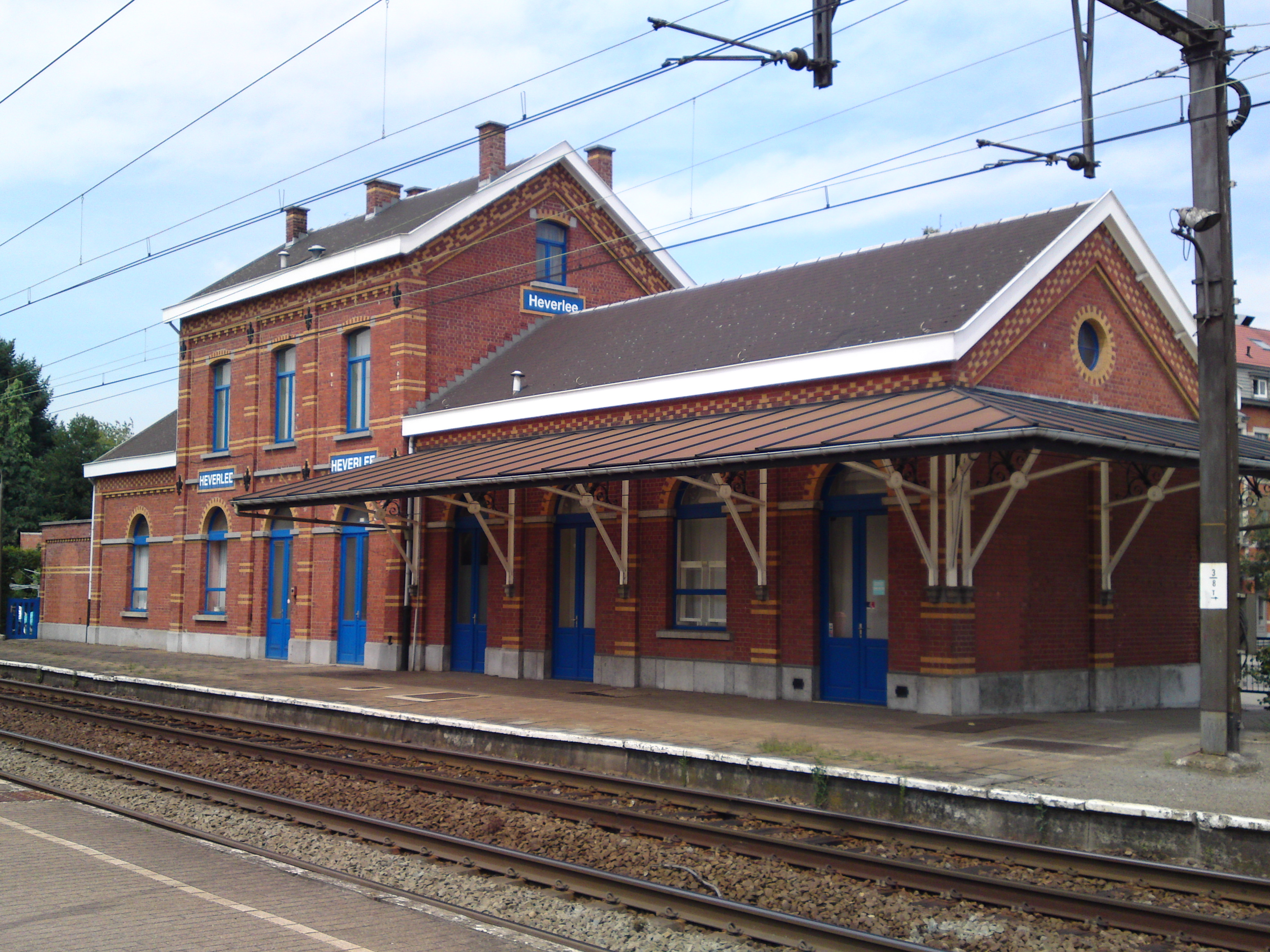
La gare d'Heverlee.
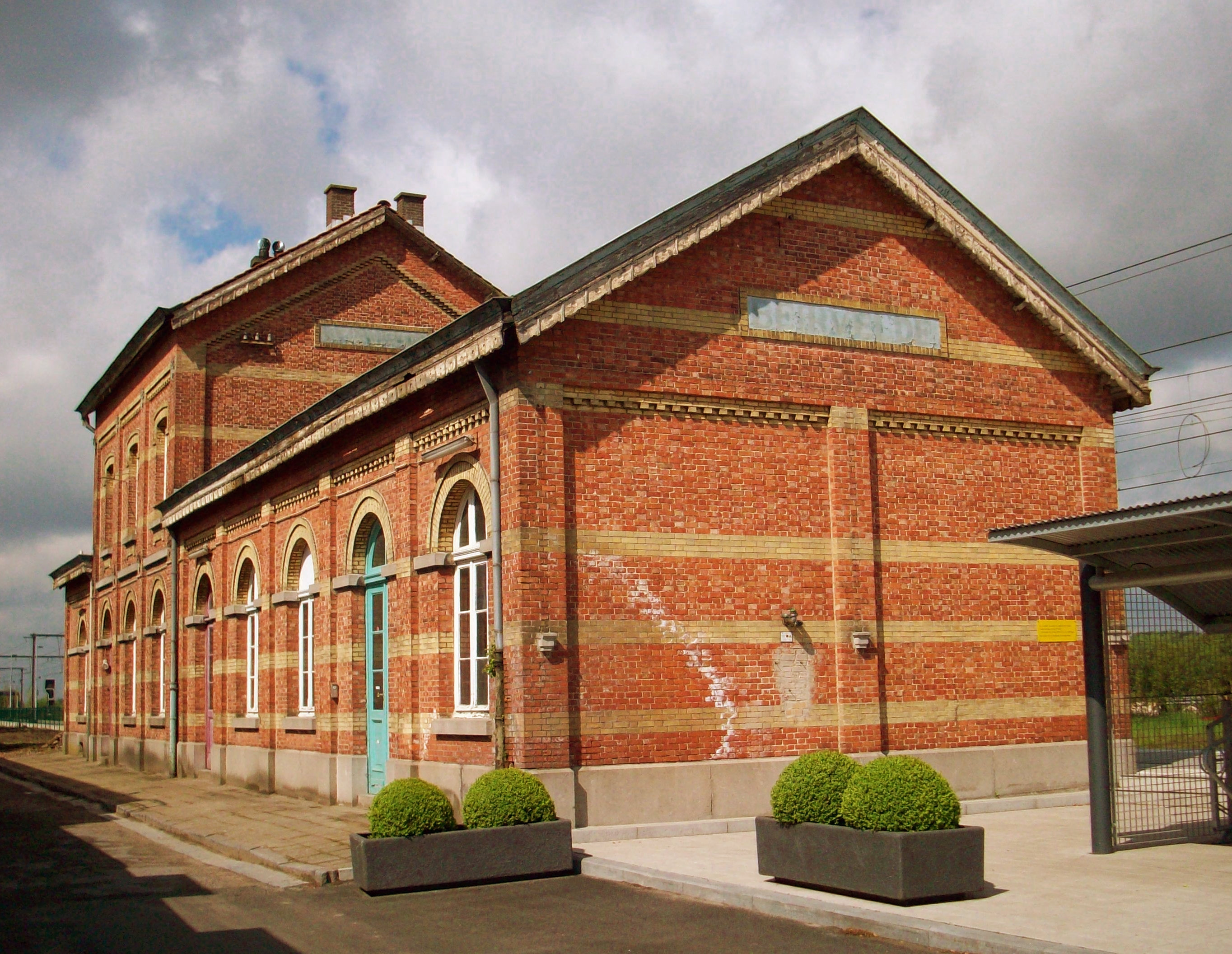
La gare de Beervelde.
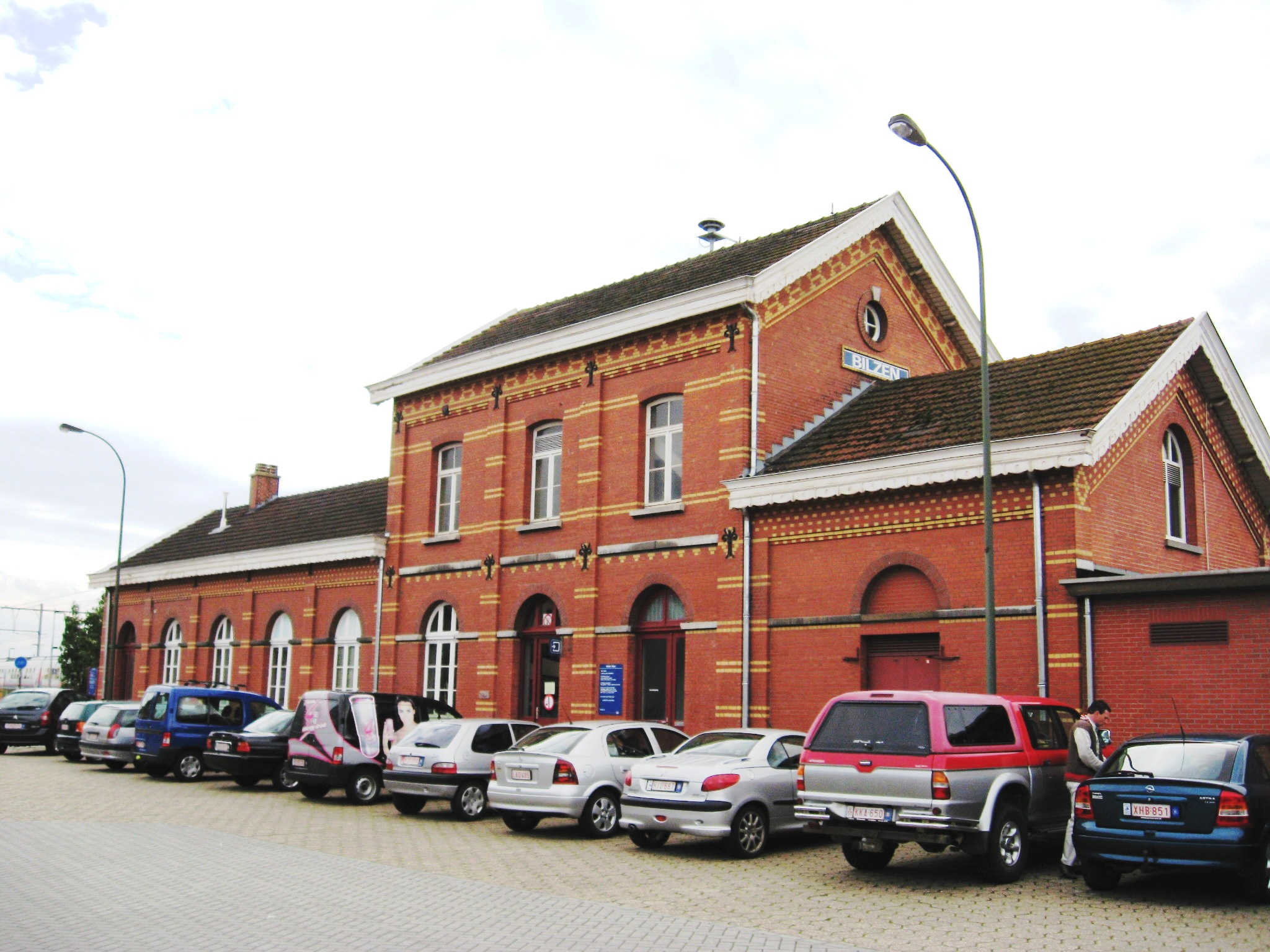
La gare de Bilzen.

#### Variante à cinq travées à gauche

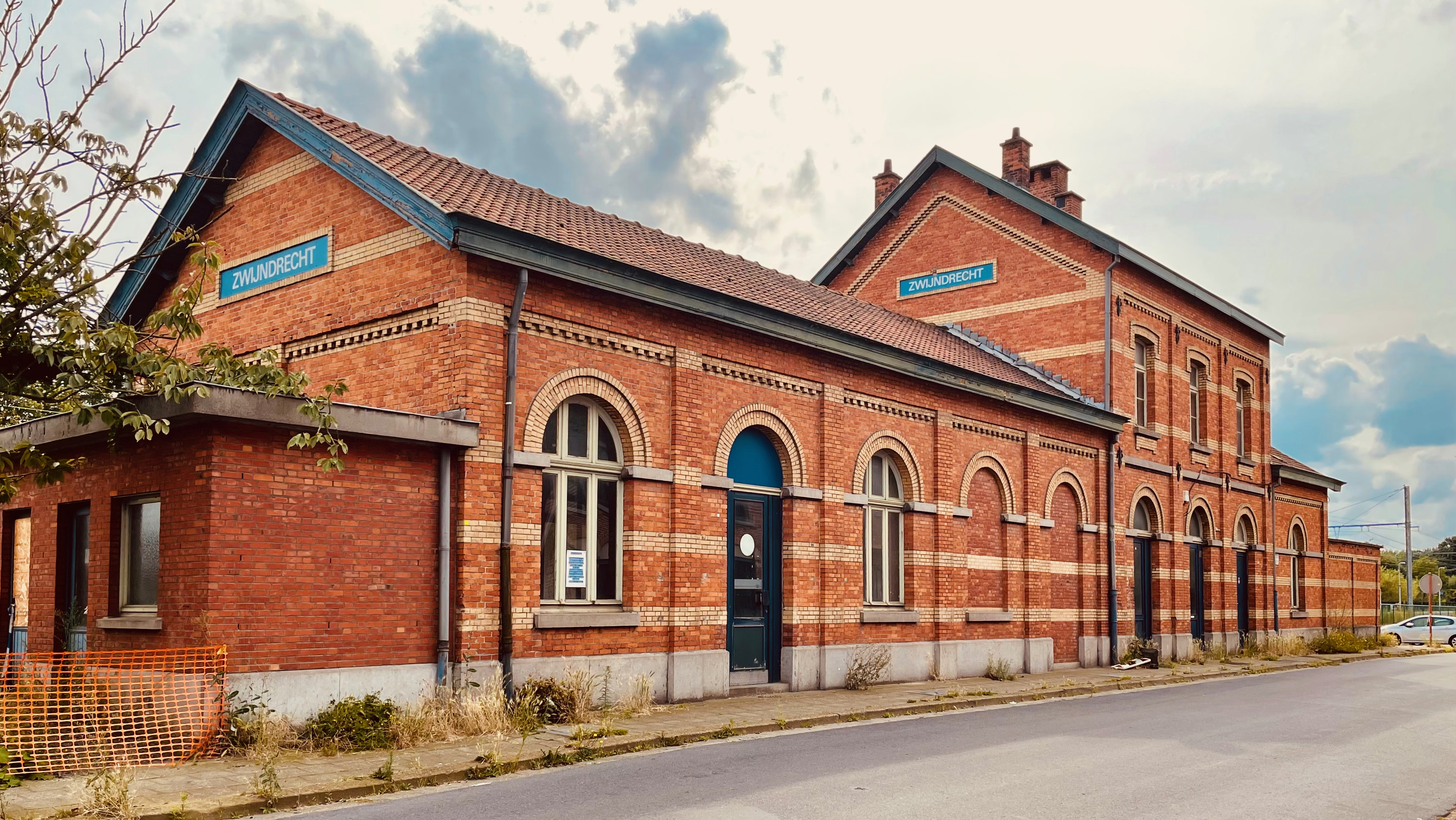
Zwijndrecht (2021).

Même disposition que Beervelde, avec deux travées pour le magasin, mais inversée. Bilzen ne possède peut-être qu'une travée pour le magasin et Carnières n'avait plus de porte pour le magasin sur les photographies.
- Bilzen sur la ligne 34[72]. Guichet fermé en 2015.
- Carnières sur la ligne 112[73]. Fermée et rénovée après plusieurs années comme salle polyvalence et bureau de l'Office de la naissance et de l'enfance (ONE)[74].La gare de Fexhe-le-Haut-Clocher

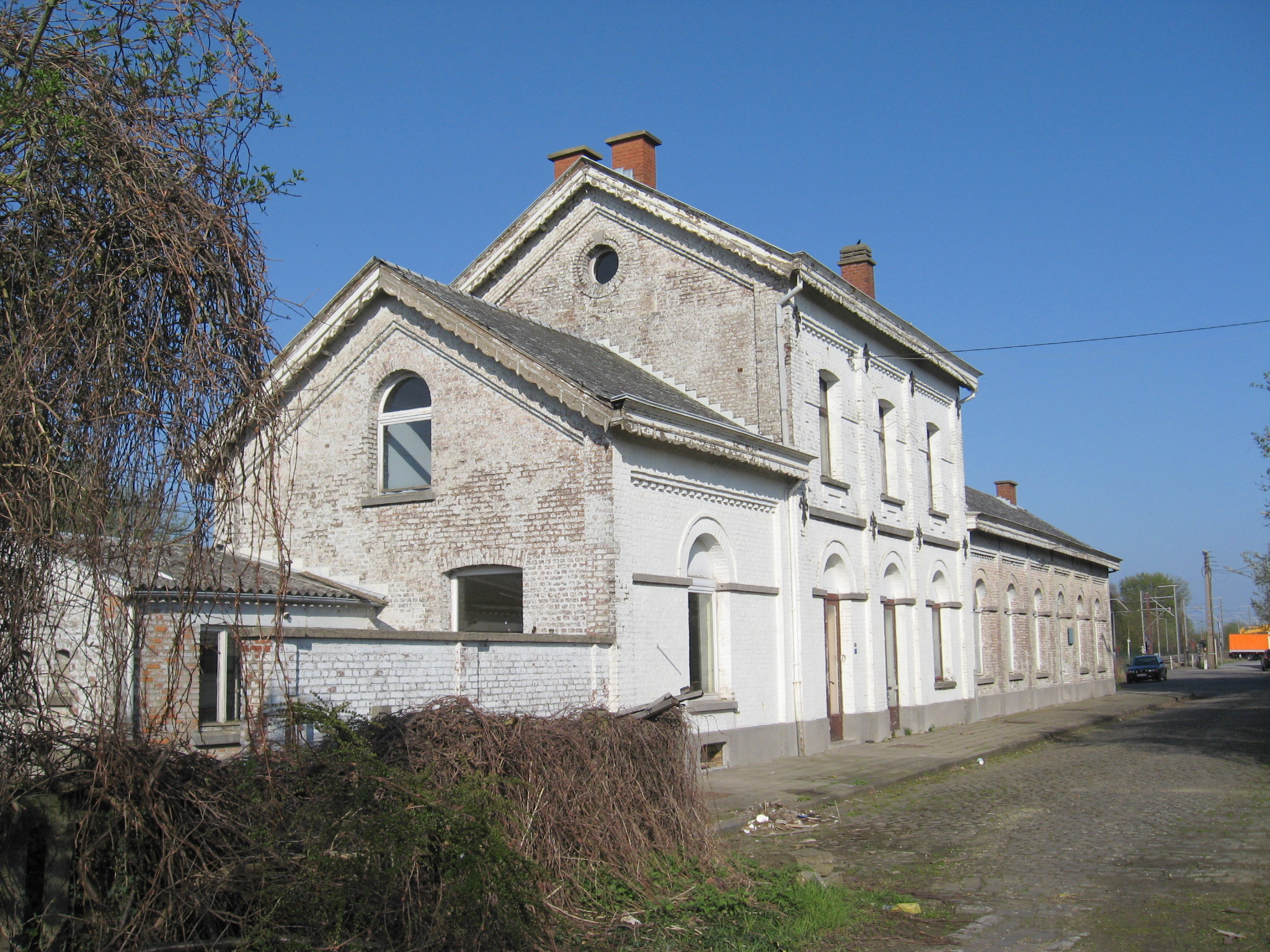
La gare de Fexhe-le-Haut-Clocher

- Kapelle op den Bos sur la ligne 53. Pas de magasin (la gare possédait une halle à marchandises)[75]. Bâtiment démoli à une date inconnue.
- Wijchmaal sur la ligne 18[76]. Fermée et démolie.
- Zwijndrecht sur la ligne 59[77]. Guichet fermé.

#### Variante à six travées à droite

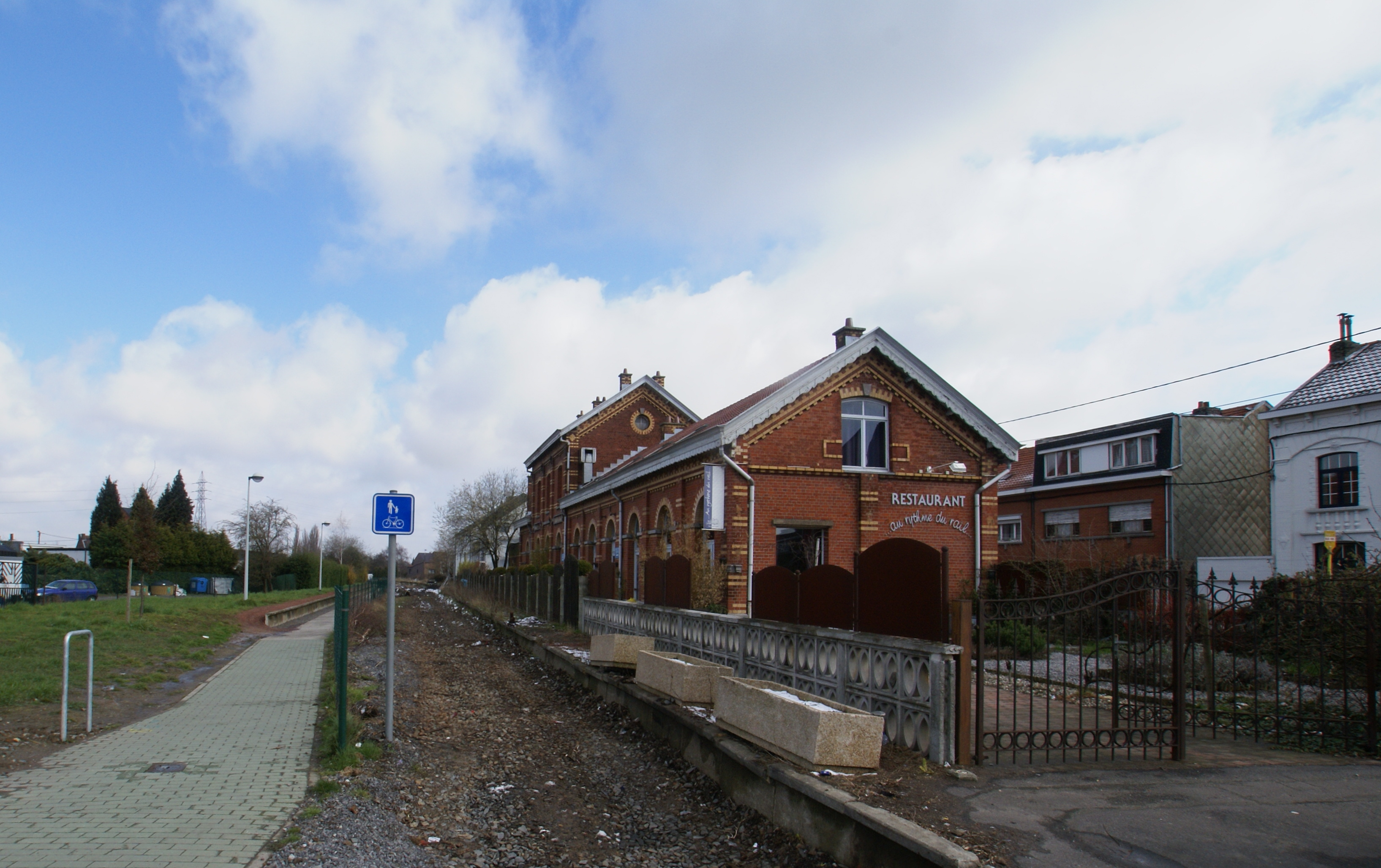
La gare de Rocourt

Deux gares. La disposition du magasin est inconnue à Fexhe tandis que la porte du magasin occupe la dernière travée à Milmort
- Fexhe-le-Haut-Clocher sur la ligne 36[78]. Guichet fermé et bâtiment reconverti en habitation. Récemment restauré[78].
- Milmort sur la ligne 34[79]. Guichet fermé et bâtiment démoli.

#### Variante à sept travées à droite
Deux gares, celle de La Croyère est une ancienne gare de plan type 1881 reconvertie. À La Croyère, le magasin occupe deux travées et la porte occupe l'avant-dernière travée tandis que la porte du magasin occupe la dernière travée à Rocourt.
- La Croyère sur la ligne 116[80]. Fermée aux voyageurs et réaffectée. C'est la seule gare type 1881 à avoir été transformée en gare type 1895 et c'était aussi une des toutes premières gares type 1881 construite.
- Rocourt sur la ligne 31. Fermée aux voyageurs en 1984, elle sert désormais de restaurant[81].

#### Variante à huit travées à gauche
Deux gares très différentes.

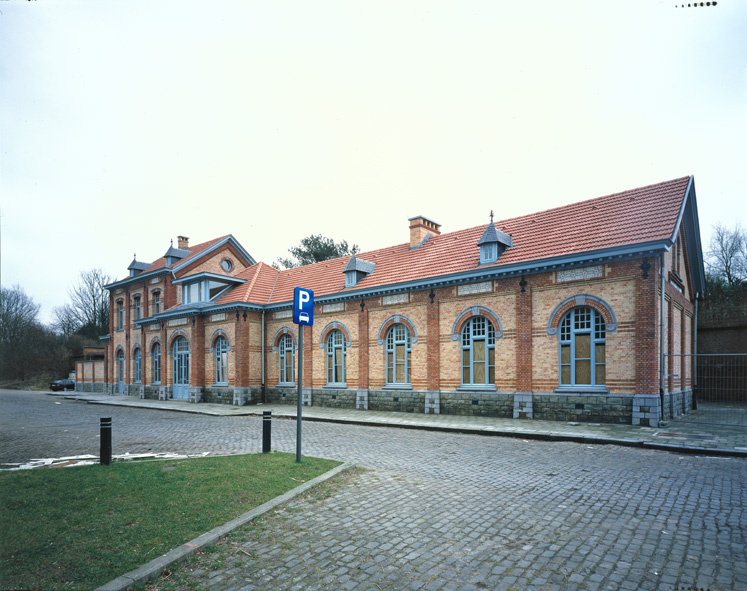
Oostakker côté rue.

Celle d'Oostakker sur la ligne 59. Elle est très richement décorée avec de nombreux points communs avec la gare de Saint-Denis-Westrem, sa façade est en brique jaune, sa toiture est agrémentée de petites lucarnes et elle possède une avancée de trois travées sous un toit à pavillon soudé au toit de l'aile basse côté rue. Cette très belle gare est désormais fermée et le bâtiment a été reconverti en habitation.
Celle de Wevelgem sur la ligne 69. Construite pour remplacer une gare de la compagnie de la Flandre-Occidentale, elle est dotée d'une halle à marchandises, construite en 1924, et possédait sans doute deux salles d'attente séparées selon les classes. Cette gare fut une des rares de la région à être restée debout après la Première guerre mondiale. Le guichet a fermé en 2013.

#### Variante à neuf travées à gauche
Une seule gare, celle de Beveren-Waas sur la ligne 59. Elle comporte une halle à marchandises et une aile de neuf travées avec une avancée de trois travées sous un toit à pavillon soudé au toit de l'aile basse côté rue. Le bâtiment existe toujours.

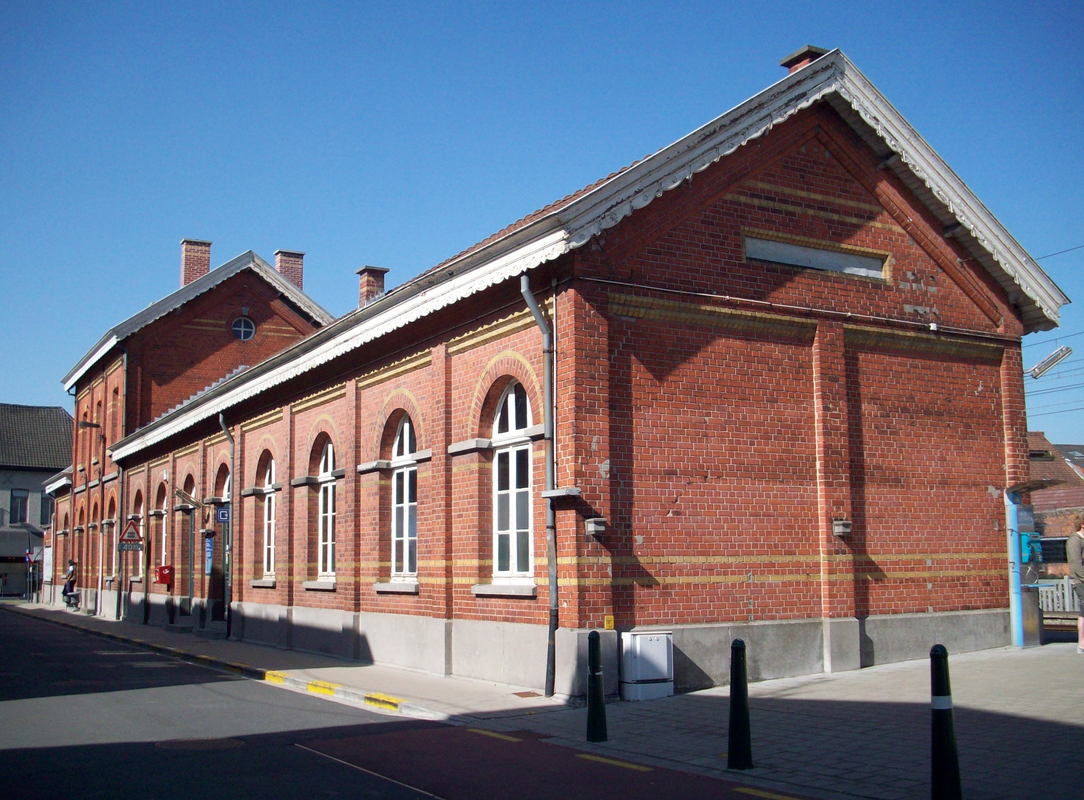
Wevelgem, côté rue
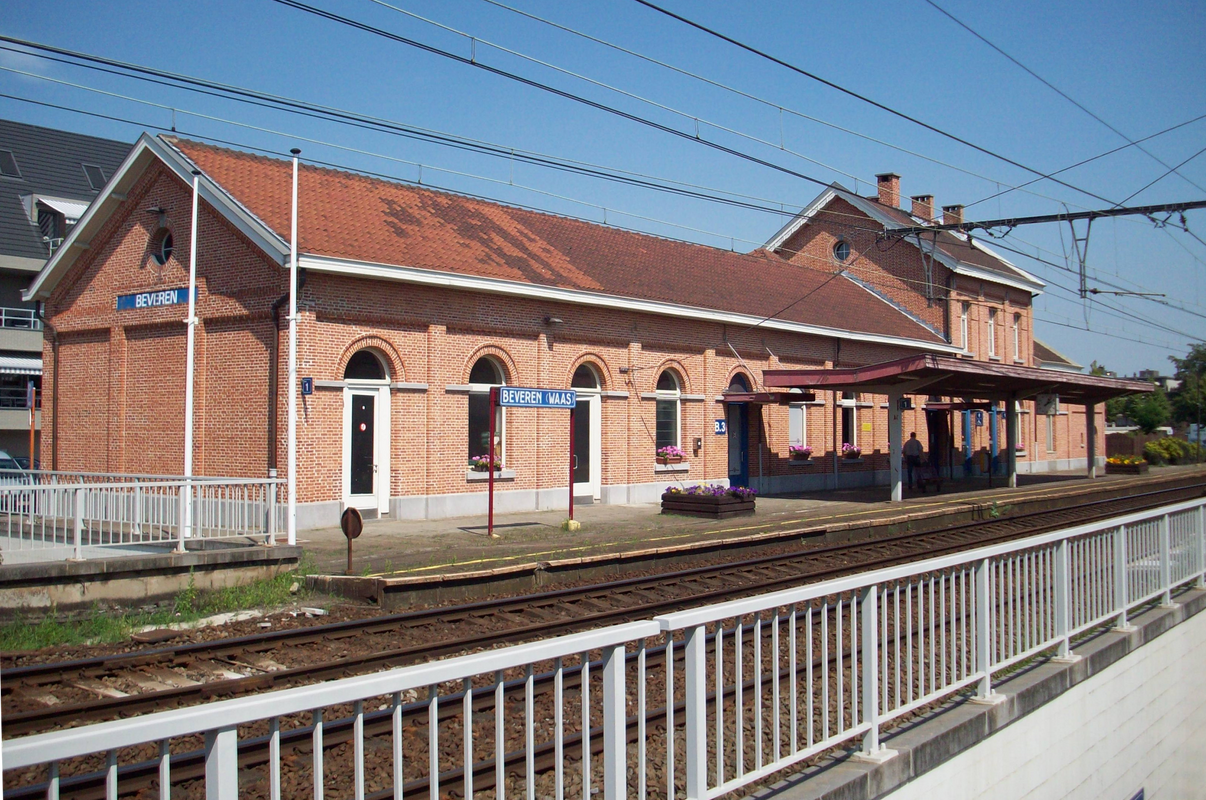
Beveren, côté voies
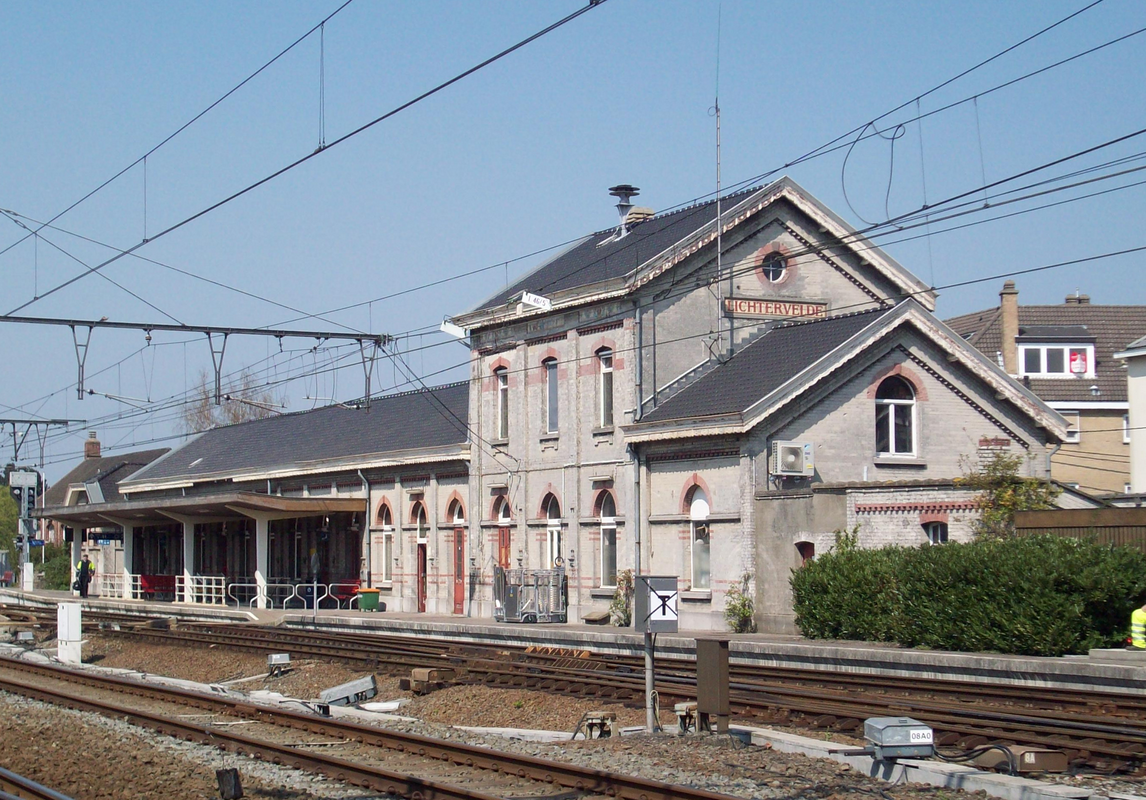
Lichtervelde, côté voies

#### Variante à treize travées à droite
Une seule gare, celle de Lichtervelde, construite entre 1912 et 1914 sur les lignes 66 et 73. Construite en brique blanche avec des arcs et motifs en brique rouge. Elle survécut aux deux guerres mondiales et sert toujours de gare. Le bâtiment est désormais classé.

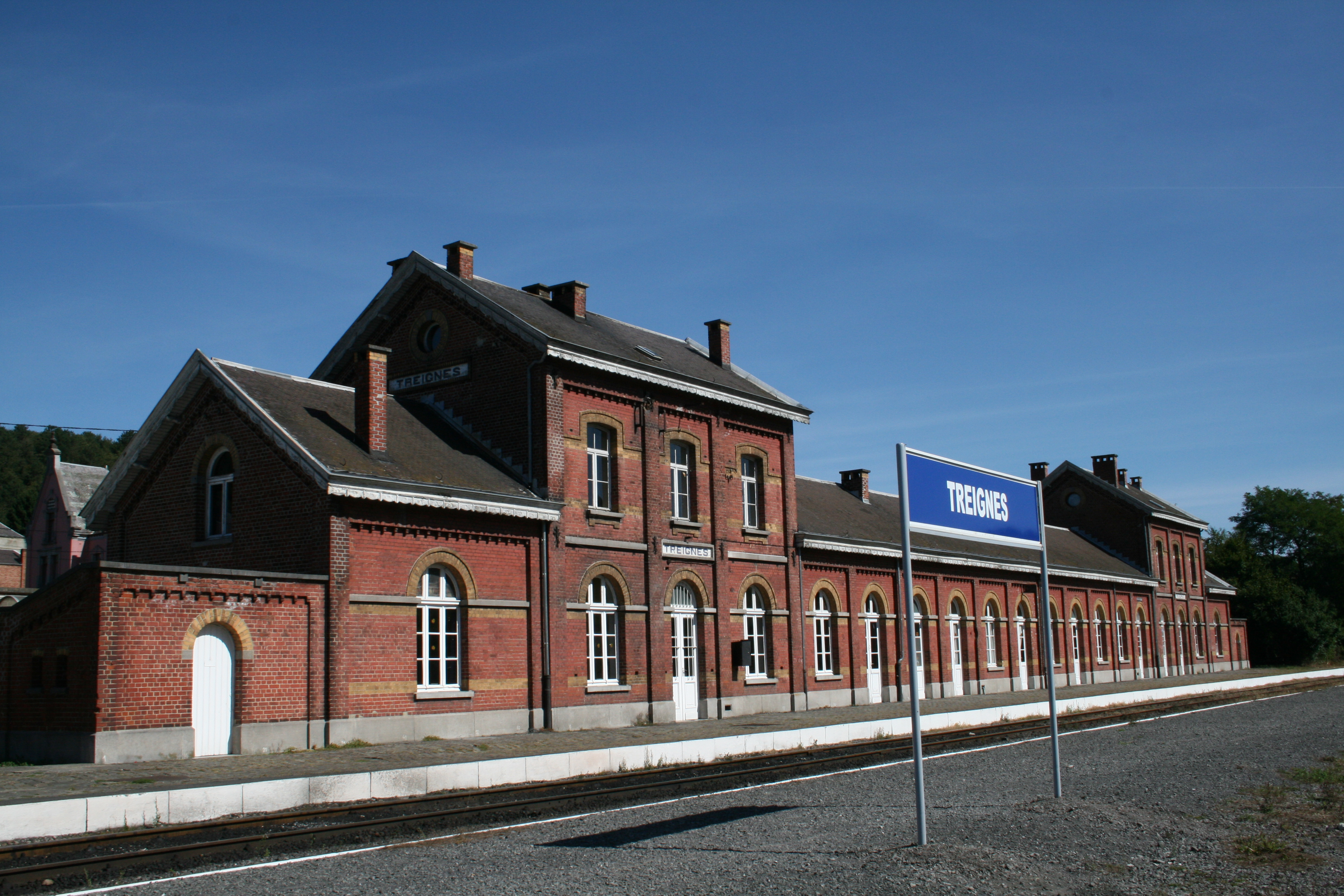
Treignes, côté voies.

#### Gare frontière type 1895
Les gares frontalières nécessitaient à l'époque la présence d'un bureau de douane et d'un logement de fonction pour le chef de la douane, ce qui se traduisait généralement par un dédoublement du logement de fonction du chef de gare et une disposition symétrique. Plusieurs gares de plan type 1873 furent édifiées de la sorte mais une seule gare type 1895 sera construite à un point frontière. Il s'agit de la gare de Treignes.
Le bâtiment date de 1902 et est composé de deux logements de fonction absolument identiques à ceux des autres gares type 1895 encadrant une aile de 11 travées comportant de nombreuses portes et dont une partie servait de bureau de douane. Le bâtiment existe toujours et abritait jusque récemment une annexe de l'université libre de Bruxelles.

## Modélisme
- La firme allemande Kibri a réalisé un bâtiment de gare belge inspirée du plan type 1881 et qui reproduit assez fidèlement la variante avec trois travées à droite[88]. Il est possible de modifier ce kit pour obtenir une gare type 1895.
- La firme belge Jocadis a réalisé un modèle réduit de la gare de Maldegem qui est une gare plan type 1895

La firme belge PB messing modelbouw a produit un kit de superdétaillage en laiton contenant plusieurs éléments (tuiles, marquise, corniches, portes et fenêtres) destinés à compléter le modèle réduit de kibri.
En raison de la grande similarité entre ces gares standards, plusieurs modélistes amateurs ont réalisé des reproductions d’autres gares belges en partant d’un ou plusieurs de ces kits pour reproduire des gares plus grandes.